# Liste des communes des Pyrénées-Atlantiques
Pour les autres listes de communes françaises, voir Listes des communes de France.
| - Les Pyrénées-Atlantiques en France métropolitaine. - Carte des communes des Pyrénées-Atlantiques. |

Cette page liste les 545 communes du département français des Pyrénées-Atlantiques au 1er janvier 2025.

## Historique
Au 1er janvier 2017, les communes d'Ance et Féas se sont regroupées pour former la commune nouvelle d'Ance Féas. Le nombre de communes du département passe alors de 547 à 546.
Au 1er janvier 2024, les communes de Lacq et Urdès se sont regroupées pour former la commune nouvelle de Lacq. Le nombre de communes du département passe alors de 546 à 545.

## Liste des communes
Le tableau suivant donne la liste des communes au 1er janvier 2025, en précisant leur code Insee, leur code postal principal, leur arrondissement, leur canton, leur intercommunalité, leur superficie, leur population et leur densité, d'après les chiffres de l'Insee issus du recensement 2022,.
| Nom                             | Code Insee | Code postal | Arrondissement      | Canton                                      | Intercommunalité        | Superficie (km2) | Population (dernière pop. légale) | Densité (hab./km2) | Modifier                                    |
| ------------------------------- | ---------- | ----------- | ------------------- | ------------------------------------------- | ----------------------- | ---------------- | --------------------------------- | ------------------ | ------------------------------------------- |
| Pau (préfecture)                | 64445      | 64000       | Pau                 | Pau-1 Pau-2 Pau-3 Pau-4                     | CA Pau Béarn Pyrénées   | 31,51            | 78 620 (2022)                     | 2 495              | modifier les données · modifier les données |
| Aast                            | 64001      | 64460       | Pau                 | Vallées de l'Ousse et du Lagoin             | CC du Nord-Est Béarn    | 4,75             | 196 (2022)                        | 41                 | modifier les données · modifier les données |
| Abère                           | 64002      | 64160       | Pau                 | Pays de Morlaàs et du Montanérès            | CC du Nord-Est Béarn    | 5,81             | 159 (2022)                        | 27                 | modifier les données · modifier les données |
| Abidos                          | 64003      | 64150       | Pau                 | Le Cœur de Béarn                            | CC de Lacq-Orthez       | 3,06             | 215 (2022)                        | 70                 | modifier les données · modifier les données |
| Abitain                         | 64004      | 64390       | Oloron-Sainte-Marie | Orthez et Terres des Gaves et du Sel        | CC du Béarn des Gaves   | 6,59             | 115 (2022)                        | 17                 | modifier les données · modifier les données |
| Abos                            | 64005      | 64360       | Pau                 | Le Cœur de Béarn                            | CC de Lacq-Orthez       | 8,45             | 522 (2022)                        | 62                 | modifier les données · modifier les données |
| Accous                          | 64006      | 64490       | Oloron-Sainte-Marie | Oloron-Sainte-Marie-1                       | CC du Haut Béarn        | 60,68            | 465 (2022)                        | 7,7                | modifier les données · modifier les données |
| Agnos                           | 64007      | 64400       | Oloron-Sainte-Marie | Oloron-Sainte-Marie-1                       | CC du Haut Béarn        | 9,18             | 1 042 (2022)                      | 114                | modifier les données · modifier les données |
| Ahaxe-Alciette-Bascassan        | 64008      | 64220       | Bayonne             | Montagne Basque                             | CA du Pays Basque       | 14,64            | 262 (2022)                        | 18                 | modifier les données · modifier les données |
| Ahetze                          | 64009      | 64210       | Bayonne             | Ustaritz-Vallées de Nive et Nivelle         | CA du Pays Basque       | 10,56            | 2 070 (2022)                      | 196                | modifier les données · modifier les données |
| Aïcirits-Camou-Suhast           | 64010      | 64120       | Bayonne             | Pays de Bidache, Amikuze et Ostibarre       | CA du Pays Basque       | 9,50             | 695 (2022)                        | 73                 | modifier les données · modifier les données |
| Aincille                        | 64011      | 64220       | Bayonne             | Montagne Basque                             | CA du Pays Basque       | 6,26             | 114 (2022)                        | 18                 | modifier les données · modifier les données |
| Ainharp                         | 64012      | 64130       | Oloron-Sainte-Marie | Montagne Basque                             | CA du Pays Basque       | 14,07            | 128 (2022)                        | 9,1                | modifier les données · modifier les données |
| Ainhice-Mongelos                | 64013      | 64220       | Bayonne             | Montagne Basque                             | CA du Pays Basque       | 10,30            | 167 (2022)                        | 16                 | modifier les données · modifier les données |
| Ainhoa                          | 64014      | 64250       | Bayonne             | Ustaritz-Vallées de Nive et Nivelle         | CA du Pays Basque       | 16,19            | 665 (2022)                        | 41                 | modifier les données · modifier les données |
| Alçay-Alçabéhéty-Sunharette     | 64015      | 64470       | Oloron-Sainte-Marie | Montagne Basque                             | CA du Pays Basque       | 34,40            | 207 (2022)                        | 6,0                | modifier les données · modifier les données |
| Aldudes                         | 64016      | 64430       | Bayonne             | Montagne Basque                             | CA du Pays Basque       | 23,27            | 327 (2022)                        | 14                 | modifier les données · modifier les données |
| Alos-Sibas-Abense               | 64017      | 64470       | Oloron-Sainte-Marie | Montagne Basque                             | CA du Pays Basque       | 5,78             | 305 (2022)                        | 53                 | modifier les données · modifier les données |
| Amendeuix-Oneix                 | 64018      | 64120       | Bayonne             | Pays de Bidache, Amikuze et Ostibarre       | CA du Pays Basque       | 7,66             | 466 (2022)                        | 61                 | modifier les données · modifier les données |
| Amorots-Succos                  | 64019      | 64120       | Bayonne             | Pays de Bidache, Amikuze et Ostibarre       | CA du Pays Basque       | 15,20            | 224 (2022)                        | 15                 | modifier les données · modifier les données |
| Ance Féas                       | 64225      | 64570       | Oloron-Sainte-Marie | Oloron-Sainte-Marie-1                       | CC du Haut Béarn        | 23,83            | 619 (2022)                        | 26                 | modifier les données · modifier les données |
| Andoins                         | 64021      | 64420       | Pau                 | Pays de Morlaàs et du Montanérès            | CC du Nord-Est Béarn    | 12,22            | 724 (2022)                        | 59                 | modifier les données · modifier les données |
| Andrein                         | 64022      | 64390       | Oloron-Sainte-Marie | Orthez et Terres des Gaves et du Sel        | CC du Béarn des Gaves   | 7,80             | 138 (2022)                        | 18                 | modifier les données · modifier les données |
| Angaïs                          | 64023      | 64510       | Pau                 | Vallées de l'Ousse et du Lagoin             | CC du Pays de Nay       | 5,94             | 895 (2022)                        | 151                | modifier les données · modifier les données |
| Anglet                          | 64024      | 64600       | Bayonne             | Anglet Bayonne-1                            | CA du Pays Basque       | 26,93            | 42 288 (2022)                     | 1 570              | modifier les données · modifier les données |
| Angous                          | 64025      | 64190       | Oloron-Sainte-Marie | Le Cœur de Béarn                            | CC du Béarn des Gaves   | 6,22             | 94 (2022)                         | 15                 | modifier les données · modifier les données |
| Anhaux                          | 64026      | 64220       | Bayonne             | Montagne Basque                             | CA du Pays Basque       | 12,33            | 383 (2022)                        | 31                 | modifier les données · modifier les données |
| Anos                            | 64027      | 64160       | Pau                 | Pays de Morlaàs et du Montanérès            | CC du Nord-Est Béarn    | 1,79             | 178 (2022)                        | 99                 | modifier les données · modifier les données |
| Anoye                           | 64028      | 64350       | Pau                 | Terres des Luys et Coteaux du Vic-Bilh      | CC du Nord-Est Béarn    | 9,65             | 134 (2022)                        | 14                 | modifier les données · modifier les données |
| Aramits                         | 64029      | 64570       | Oloron-Sainte-Marie | Oloron-Sainte-Marie-1                       | CC du Haut Béarn        | 29,55            | 658 (2022)                        | 22                 | modifier les données · modifier les données |
| Arancou                         | 64031      | 64270       | Bayonne             | Pays de Bidache, Amikuze et Ostibarre       | CA du Pays Basque       | 5,30             | 183 (2022)                        | 35                 | modifier les données · modifier les données |
| Araujuzon                       | 64032      | 64190       | Oloron-Sainte-Marie | Le Cœur de Béarn                            | CC du Béarn des Gaves   | 6,92             | 185 (2022)                        | 27                 | modifier les données · modifier les données |
| Araux                           | 64033      | 64190       | Oloron-Sainte-Marie | Le Cœur de Béarn                            | CC du Béarn des Gaves   | 5,40             | 134 (2022)                        | 25                 | modifier les données · modifier les données |
| Arbérats-Sillègue               | 64034      | 64120       | Bayonne             | Pays de Bidache, Amikuze et Ostibarre       | CA du Pays Basque       | 5,29             | 328 (2022)                        | 62                 | modifier les données · modifier les données |
| Arbonne                         | 64035      | 64210       | Bayonne             | Ustaritz-Vallées de Nive et Nivelle         | CA du Pays Basque       | 10,59            | 2 364 (2022)                      | 223                | modifier les données · modifier les données |
| Arbouet-Sussaute                | 64036      | 64120       | Bayonne             | Pays de Bidache, Amikuze et Ostibarre       | CA du Pays Basque       | 14,55            | 312 (2022)                        | 21                 | modifier les données · modifier les données |
| Arbus                           | 64037      | 64230       | Pau                 | Lescar, Gave et Terres du Pont-Long         | CA Pau Béarn Pyrénées   | 13,89            | 1 235 (2022)                      | 89                 | modifier les données · modifier les données |
| Arcangues                       | 64038      | 64200       | Bayonne             | Ustaritz-Vallées de Nive et Nivelle         | CA du Pays Basque       | 17,47            | 3 588 (2022)                      | 205                | modifier les données · modifier les données |
| Aren                            | 64039      | 64400       | Oloron-Sainte-Marie | Oloron-Sainte-Marie-1                       | CC du Haut Béarn        | 7,39             | 246 (2022)                        | 33                 | modifier les données · modifier les données |
| Aressy                          | 64041      | 64320       | Pau                 | Ouzom, Gave et Rives du Neez                | CA Pau Béarn Pyrénées   | 2,15             | 846 (2022)                        | 393                | modifier les données · modifier les données |
| Arette                          | 64040      | 64570       | Oloron-Sainte-Marie | Oloron-Sainte-Marie-1                       | CC du Haut Béarn        | 92,23            | 1 052 (2022)                      | 11                 | modifier les données · modifier les données |
| Argagnon                        | 64042      | 64300       | Pau                 | Artix et Pays de Soubestre                  | CC de Lacq-Orthez       | 9,33             | 699 (2022)                        | 75                 | modifier les données · modifier les données |
| Argelos                         | 64043      | 64450       | Pau                 | Terres des Luys et Coteaux du Vic-Bilh      | CC des Luys en Béarn    | 6,01             | 274 (2022)                        | 46                 | modifier les données · modifier les données |
| Arget                           | 64044      | 64410       | Pau                 | Artix et Pays de Soubestre                  | CC des Luys en Béarn    | 4,00             | 80 (2022)                         | 20                 | modifier les données · modifier les données |
| Arhansus                        | 64045      | 64120       | Bayonne             | Pays de Bidache, Amikuze et Ostibarre       | CA du Pays Basque       | 5,32             | 67 (2022)                         | 13                 | modifier les données · modifier les données |
| Armendarits                     | 64046      | 64640       | Bayonne             | Pays de Bidache, Amikuze et Ostibarre       | CA du Pays Basque       | 17,27            | 392 (2022)                        | 23                 | modifier les données · modifier les données |
| Arnéguy                         | 64047      | 64220       | Bayonne             | Montagne Basque                             | CA du Pays Basque       | 21,21            | 238 (2022)                        | 11                 | modifier les données · modifier les données |
| Arnos                           | 64048      | 64370       | Pau                 | Artix et Pays de Soubestre                  | CC de Lacq-Orthez       | 5,69             | 134 (2022)                        | 24                 | modifier les données · modifier les données |
| Aroue-Ithorots-Olhaïby          | 64049      | 64120       | Bayonne             | Pays de Bidache, Amikuze et Ostibarre       | CA du Pays Basque       | 17,85            | 231 (2022)                        | 13                 | modifier les données · modifier les données |
| Arrast-Larrebieu                | 64050      | 64130       | Oloron-Sainte-Marie | Montagne Basque                             | CA du Pays Basque       | 7,56             | 92 (2022)                         | 12                 | modifier les données · modifier les données |
| Arraute-Charritte               | 64051      | 64120       | Bayonne             | Pays de Bidache, Amikuze et Ostibarre       | CA du Pays Basque       | 22,81            | 435 (2022)                        | 19                 | modifier les données · modifier les données |
| Arricau-Bordes                  | 64052      | 64350       | Pau                 | Terres des Luys et Coteaux du Vic-Bilh      | CC du Nord-Est Béarn    | 8,10             | 105 (2022)                        | 13                 | modifier les données · modifier les données |
| Arrien                          | 64053      | 64420       | Pau                 | Pays de Morlaàs et du Montanérès            | CC du Nord-Est Béarn    | 4,46             | 198 (2022)                        | 44                 | modifier les données · modifier les données |
| Arros-de-Nay                    | 64054      | 64800       | Pau                 | Ouzom, Gave et Rives du Neez                | CC du Pays de Nay       | 13,47            | 816 (2022)                        | 61                 | modifier les données · modifier les données |
| Arrosès                         | 64056      | 64350       | Pau                 | Terres des Luys et Coteaux du Vic-Bilh      | CC du Nord-Est Béarn    | 9,64             | 136 (2022)                        | 14                 | modifier les données · modifier les données |
| Arthez-d'Asson                  | 64058      | 64800       | Pau                 | Ouzom, Gave et Rives du Neez                | CC du Pays de Nay       | 7,32             | 458 (2022)                        | 63                 | modifier les données · modifier les données |
| Arthez-de-Béarn                 | 64057      | 64370       | Pau                 | Artix et Pays de Soubestre                  | CC de Lacq-Orthez       | 27,92            | 1 829 (2022)                      | 66                 | modifier les données · modifier les données |
| Artigueloutan                   | 64059      | 64420       | Pau                 | Pays de Morlaàs et du Montanérès            | CA Pau Béarn Pyrénées   | 8,12             | 1 100 (2022)                      | 135                | modifier les données · modifier les données |
| Artiguelouve                    | 64060      | 64230       | Pau                 | Lescar, Gave et Terres du Pont-Long         | CA Pau Béarn Pyrénées   | 10,74            | 2 025 (2022)                      | 189                | modifier les données · modifier les données |
| Artix                           | 64061      | 64170       | Pau                 | Artix et Pays de Soubestre                  | CC de Lacq-Orthez       | 9,11             | 3 446 (2022)                      | 378                | modifier les données · modifier les données |
| Arudy                           | 64062      | 64260       | Oloron-Sainte-Marie | Oloron-Sainte-Marie-2                       | CC de la Vallée d'Ossau | 28,23            | 2 238 (2022)                      | 79                 | modifier les données · modifier les données |
| Arzacq-Arraziguet               | 64063      | 64410       | Pau                 | Artix et Pays de Soubestre                  | CC des Luys en Béarn    | 15,26            | 1 052 (2022)                      | 69                 | modifier les données · modifier les données |
| Asasp-Arros                     | 64064      | 64660       | Oloron-Sainte-Marie | Oloron-Sainte-Marie-1                       | CC du Haut Béarn        | 23,59            | 492 (2022)                        | 21                 | modifier les données · modifier les données |
| Ascain                          | 64065      | 64310       | Bayonne             | Ustaritz-Vallées de Nive et Nivelle         | CA du Pays Basque       | 19,27            | 4 561 (2022)                      | 237                | modifier les données · modifier les données |
| Ascarat                         | 64066      | 64220       | Bayonne             | Montagne Basque                             | CA du Pays Basque       | 5,82             | 344 (2022)                        | 59                 | modifier les données · modifier les données |
| Assat                           | 64067      | 64510       | Pau                 | Ouzom, Gave et Rives du Neez                | CC du Pays de Nay       | 9,47             | 2 055 (2022)                      | 217                | modifier les données · modifier les données |
| Asson                           | 64068      | 64800       | Pau                 | Ouzom, Gave et Rives du Neez                | CC du Pays de Nay       | 83,02            | 1 997 (2022)                      | 24                 | modifier les données · modifier les données |
| Aste-Béon                       | 64069      | 64260       | Oloron-Sainte-Marie | Oloron-Sainte-Marie-2                       | CC de la Vallée d'Ossau | 19,05            | 225 (2022)                        | 12                 | modifier les données · modifier les données |
| Astis                           | 64070      | 64450       | Pau                 | Terres des Luys et Coteaux du Vic-Bilh      | CC des Luys en Béarn    | 3,16             | 350 (2022)                        | 111                | modifier les données · modifier les données |
| Athos-Aspis                     | 64071      | 64390       | Oloron-Sainte-Marie | Orthez et Terres des Gaves et du Sel        | CC du Béarn des Gaves   | 5,90             | 211 (2022)                        | 36                 | modifier les données · modifier les données |
| Aubertin                        | 64072      | 64290       | Pau                 | Billère et Coteaux de Jurançon              | CA Pau Béarn Pyrénées   | 17,16            | 662 (2022)                        | 39                 | modifier les données · modifier les données |
| Aubin                           | 64073      | 64230       | Pau                 | Terres des Luys et Coteaux du Vic-Bilh      | CC des Luys en Béarn    | 5,84             | 266 (2022)                        | 46                 | modifier les données · modifier les données |
| Aubous                          | 64074      | 64330       | Pau                 | Terres des Luys et Coteaux du Vic-Bilh      | CC des Luys en Béarn    | 3,78             | 45 (2022)                         | 12                 | modifier les données · modifier les données |
| Audaux                          | 64075      | 64190       | Oloron-Sainte-Marie | Le Cœur de Béarn                            | CC du Béarn des Gaves   | 7,33             | 168 (2022)                        | 23                 | modifier les données · modifier les données |
| Auga                            | 64077      | 64450       | Pau                 | Terres des Luys et Coteaux du Vic-Bilh      | CC des Luys en Béarn    | 4,03             | 185 (2022)                        | 46                 | modifier les données · modifier les données |
| Auriac                          | 64078      | 64450       | Pau                 | Terres des Luys et Coteaux du Vic-Bilh      | CC des Luys en Béarn    | 5,23             | 234 (2022)                        | 45                 | modifier les données · modifier les données |
| Aurions-Idernes                 | 64079      | 64350       | Pau                 | Terres des Luys et Coteaux du Vic-Bilh      | CC du Nord-Est Béarn    | 6,32             | 108 (2022)                        | 17                 | modifier les données · modifier les données |
| Aussevielle                     | 64080      | 64230       | Pau                 | Artix et Pays de Soubestre                  | CA Pau Béarn Pyrénées   | 3,26             | 833 (2022)                        | 256                | modifier les données · modifier les données |
| Aussurucq                       | 64081      | 64130       | Oloron-Sainte-Marie | Montagne Basque                             | CA du Pays Basque       | 47,12            | 235 (2022)                        | 5,0                | modifier les données · modifier les données |
| Auterrive                       | 64082      | 64270       | Oloron-Sainte-Marie | Orthez et Terres des Gaves et du Sel        | CC du Béarn des Gaves   | 3,08             | 143 (2022)                        | 46                 | modifier les données · modifier les données |
| Autevielle-Saint-Martin-Bideren | 64083      | 64390       | Oloron-Sainte-Marie | Orthez et Terres des Gaves et du Sel        | CC du Béarn des Gaves   | 5,87             | 213 (2022)                        | 36                 | modifier les données · modifier les données |
| Aydie                           | 64084      | 64330       | Pau                 | Terres des Luys et Coteaux du Vic-Bilh      | CC des Luys en Béarn    | 7,86             | 134 (2022)                        | 17                 | modifier les données · modifier les données |
| Aydius                          | 64085      | 64490       | Oloron-Sainte-Marie | Oloron-Sainte-Marie-1                       | CC du Haut Béarn        | 34,72            | 103 (2022)                        | 3,0                | modifier les données · modifier les données |
| Ayherre                         | 64086      | 64240       | Bayonne             | Pays de Bidache, Amikuze et Ostibarre       | CA du Pays Basque       | 27,65            | 1 133 (2022)                      | 41                 | modifier les données · modifier les données |
| Baigts-de-Béarn                 | 64087      | 64300       | Pau                 | Orthez et Terres des Gaves et du Sel        | CC de Lacq-Orthez       | 13,53            | 867 (2022)                        | 64                 | modifier les données · modifier les données |
| Balansun                        | 64088      | 64300       | Pau                 | Artix et Pays de Soubestre                  | CC de Lacq-Orthez       | 10,73            | 313 (2022)                        | 29                 | modifier les données · modifier les données |
| Baleix                          | 64089      | 64460       | Pau                 | Pays de Morlaàs et du Montanérès            | CC du Nord-Est Béarn    | 6,47             | 131 (2022)                        | 20                 | modifier les données · modifier les données |
| Baliracq-Maumusson              | 64090      | 64330       | Pau                 | Terres des Luys et Coteaux du Vic-Bilh      | CC des Luys en Béarn    | 6,06             | 117 (2022)                        | 19                 | modifier les données · modifier les données |
| Baliros                         | 64091      | 64510       | Pau                 | Ouzom, Gave et Rives du Neez                | CC du Pays de Nay       | 3,64             | 504 (2022)                        | 138                | modifier les données · modifier les données |
| Banca                           | 64092      | 64430       | Bayonne             | Montagne Basque                             | CA du Pays Basque       | 49,60            | 355 (2022)                        | 7,2                | modifier les données · modifier les données |
| Barcus                          | 64093      | 64130       | Oloron-Sainte-Marie | Montagne Basque                             | CA du Pays Basque       | 46,93            | 645 (2022)                        | 14                 | modifier les données · modifier les données |
| Bardos                          | 64094      | 64520       | Bayonne             | Nive-Adour                                  | CA du Pays Basque       | 42,53            | 1 905 (2022)                      | 45                 | modifier les données · modifier les données |
| Barinque                        | 64095      | 64160       | Pau                 | Pays de Morlaàs et du Montanérès            | CC du Nord-Est Béarn    | 9,00             | 584 (2022)                        | 65                 | modifier les données · modifier les données |
| Barraute-Camu                   | 64096      | 64390       | Oloron-Sainte-Marie | Orthez et Terres des Gaves et du Sel        | CC du Béarn des Gaves   | 3,94             | 187 (2022)                        | 47                 | modifier les données · modifier les données |
| Barzun                          | 64097      | 64530       | Pau                 | Vallées de l'Ousse et du Lagoin             | CC du Nord-Est Béarn    | 8,19             | 627 (2022)                        | 77                 | modifier les données · modifier les données |
| Bassillon-Vauzé                 | 64098      | 64350       | Pau                 | Terres des Luys et Coteaux du Vic-Bilh      | CC du Nord-Est Béarn    | 4,96             | 65 (2022)                         | 13                 | modifier les données · modifier les données |
| Bassussarry                     | 64100      | 64200       | Bayonne             | Ustaritz-Vallées de Nive et Nivelle         | CA du Pays Basque       | 6,51             | 3 317 (2022)                      | 510                | modifier les données · modifier les données |
| Bastanès                        | 64099      | 64190       | Oloron-Sainte-Marie | Le Cœur de Béarn                            | CC du Béarn des Gaves   | 5,26             | 96 (2022)                         | 18                 | modifier les données · modifier les données |
| La Bastide-Clairence            | 64289      | 64240       | Bayonne             | Pays de Bidache, Amikuze et Ostibarre       | CA du Pays Basque       | 23,39            | 987 (2022)                        | 42                 | modifier les données · modifier les données |
| Baudreix                        | 64101      | 64800       | Pau                 | Vallées de l'Ousse et du Lagoin             | CC du Pays de Nay       | 2,00             | 585 (2022)                        | 293                | modifier les données · modifier les données |
| Bayonne                         | 64102      | 64100       | Bayonne             | Bayonne-1 Bayonne-2 Bayonne-3               | CA du Pays Basque       | 21,68            | 53 312 (2022)                     | 2 459              | modifier les données · modifier les données |
| Bédeille                        | 64103      | 64460       | Pau                 | Pays de Morlaàs et du Montanérès            | CC du Nord-Est Béarn    | 3,85             | 207 (2022)                        | 54                 | modifier les données · modifier les données |
| Bedous                          | 64104      | 64490       | Oloron-Sainte-Marie | Oloron-Sainte-Marie-1                       | CC du Haut Béarn        | 11,64            | 574 (2022)                        | 49                 | modifier les données · modifier les données |
| Béguios                         | 64105      | 64120       | Bayonne             | Pays de Bidache, Amikuze et Ostibarre       | CA du Pays Basque       | 11,26            | 263 (2022)                        | 23                 | modifier les données · modifier les données |
| Béhasque-Lapiste                | 64106      | 64120       | Bayonne             | Pays de Bidache, Amikuze et Ostibarre       | CA du Pays Basque       | 5,64             | 505 (2022)                        | 90                 | modifier les données · modifier les données |
| Béhorléguy                      | 64107      | 64220       | Bayonne             | Montagne Basque                             | CA du Pays Basque       | 20,58            | 69 (2022)                         | 3,4                | modifier les données · modifier les données |
| Bellocq                         | 64108      | 64270       | Pau                 | Orthez et Terres des Gaves et du Sel        | CC de Lacq-Orthez       | 12,65            | 911 (2022)                        | 72                 | modifier les données · modifier les données |
| Bénéjacq                        | 64109      | 64800       | Pau                 | Vallées de l'Ousse et du Lagoin             | CC du Pays de Nay       | 17,03            | 1 987 (2022)                      | 117                | modifier les données · modifier les données |
| Bentayou-Sérée                  | 64111      | 64460       | Pau                 | Pays de Morlaàs et du Montanérès            | CC Adour Madiran        | 8,26             | 108 (2022)                        | 13                 | modifier les données · modifier les données |
| Béost                           | 64110      | 64440       | Oloron-Sainte-Marie | Oloron-Sainte-Marie-2                       | CC de la Vallée d'Ossau | 43,50            | 228 (2022)                        | 5,2                | modifier les données · modifier les données |
| Bérenx                          | 64112      | 64300       | Oloron-Sainte-Marie | Orthez et Terres des Gaves et du Sel        | CC du Béarn des Gaves   | 13,59            | 423 (2022)                        | 31                 | modifier les données · modifier les données |
| Bergouey-Viellenave             | 64113      | 64270       | Bayonne             | Pays de Bidache, Amikuze et Ostibarre       | CA du Pays Basque       | 11,37            | 120 (2022)                        | 11                 | modifier les données · modifier les données |
| Bernadets                       | 64114      | 64160       | Pau                 | Pays de Morlaàs et du Montanérès            | CC du Nord-Est Béarn    | 3,68             | 587 (2022)                        | 160                | modifier les données · modifier les données |
| Berrogain-Laruns                | 64115      | 64130       | Oloron-Sainte-Marie | Montagne Basque                             | CA du Pays Basque       | 2,68             | 156 (2022)                        | 58                 | modifier les données · modifier les données |
| Bescat                          | 64116      | 64260       | Oloron-Sainte-Marie | Oloron-Sainte-Marie-2                       | CC de la Vallée d'Ossau | 6,81             | 248 (2022)                        | 36                 | modifier les données · modifier les données |
| Bésingrand                      | 64117      | 64150       | Pau                 | Le Cœur de Béarn                            | CC de Lacq-Orthez       | 2,29             | 146 (2022)                        | 64                 | modifier les données · modifier les données |
| Bétracq                         | 64118      | 64350       | Pau                 | Terres des Luys et Coteaux du Vic-Bilh      | CC du Nord-Est Béarn    | 4,70             | 48 (2022)                         | 10                 | modifier les données · modifier les données |
| Beuste                          | 64119      | 64800       | Pau                 | Vallées de l'Ousse et du Lagoin             | CC du Pays de Nay       | 5,84             | 675 (2022)                        | 116                | modifier les données · modifier les données |
| Beyrie-en-Béarn                 | 64121      | 64230       | Pau                 | Artix et Pays de Soubestre                  | CA Pau Béarn Pyrénées   | 2,72             | 195 (2022)                        | 72                 | modifier les données · modifier les données |
| Beyrie-sur-Joyeuse              | 64120      | 64120       | Bayonne             | Pays de Bidache, Amikuze et Ostibarre       | CA du Pays Basque       | 24,80            | 536 (2022)                        | 22                 | modifier les données · modifier les données |
| Biarritz                        | 64122      | 64200       | Bayonne             | Biarritz                                    | CA du Pays Basque       | 11,66            | 25 810 (2022)                     | 2 214              | modifier les données · modifier les données |
| Bidache                         | 64123      | 64520       | Bayonne             | Pays de Bidache, Amikuze et Ostibarre       | CA du Pays Basque       | 30,43            | 1 347 (2022)                      | 44                 | modifier les données · modifier les données |
| Bidarray                        | 64124      | 64780       | Bayonne             | Montagne Basque                             | CA du Pays Basque       | 38,20            | 675 (2022)                        | 18                 | modifier les données · modifier les données |
| Bidart                          | 64125      | 64210       | Bayonne             | Saint-Jean-de-Luz                           | CA du Pays Basque       | 12,15            | 7 674 (2022)                      | 632                | modifier les données · modifier les données |
| Bidos                           | 64126      | 64400       | Oloron-Sainte-Marie | Oloron-Sainte-Marie-1                       | CC du Haut Béarn        | 1,36             | 1 109 (2022)                      | 815                | modifier les données · modifier les données |
| Bielle                          | 64127      | 64260       | Oloron-Sainte-Marie | Oloron-Sainte-Marie-2                       | CC de la Vallée d'Ossau | 25,37            | 377 (2022)                        | 15                 | modifier les données · modifier les données |
| Bilhères                        | 64128      | 64260       | Oloron-Sainte-Marie | Oloron-Sainte-Marie-2                       | CC de la Vallée d'Ossau | 17,19            | 155 (2022)                        | 9,0                | modifier les données · modifier les données |
| Billère                         | 64129      | 64140       | Pau                 | Billère et Coteaux de Jurançon              | CA Pau Béarn Pyrénées   | 4,57             | 14 037 (2022)                     | 3 072              | modifier les données · modifier les données |
| Biriatou                        | 64130      | 64700       | Bayonne             | Hendaye-Côte Basque-Sud                     | CA du Pays Basque       | 11,04            | 1 259 (2022)                      | 114                | modifier les données · modifier les données |
| Biron                           | 64131      | 64300       | Pau                 | Le Cœur de Béarn                            | CC de Lacq-Orthez       | 4,00             | 607 (2022)                        | 152                | modifier les données · modifier les données |
| Bizanos                         | 64132      | 64320       | Pau                 | Pau-3                                       | CA Pau Béarn Pyrénées   | 4,42             | 4 570 (2022)                      | 1 034              | modifier les données · modifier les données |
| Boeil-Bezing                    | 64133      | 64510       | Pau                 | Vallées de l'Ousse et du Lagoin             | CC du Pays de Nay       | 8,50             | 1 330 (2022)                      | 156                | modifier les données · modifier les données |
| Bonloc                          | 64134      | 64240       | Bayonne             | Pays de Bidache, Amikuze et Ostibarre       | CA du Pays Basque       | 1,02             | 371 (2022)                        | 364                | modifier les données · modifier les données |
| Bonnut                          | 64135      | 64300       | Pau                 | Artix et Pays de Soubestre                  | CC de Lacq-Orthez       | 22,01            | 801 (2022)                        | 36                 | modifier les données · modifier les données |
| Borce                           | 64136      | 64490       | Oloron-Sainte-Marie | Oloron-Sainte-Marie-1                       | CC du Haut Béarn        | 58,05            | 114 (2022)                        | 2,0                | modifier les données · modifier les données |
| Bordères                        | 64137      | 64800       | Pau                 | Vallées de l'Ousse et du Lagoin             | CC du Pays de Nay       | 4,58             | 676 (2022)                        | 148                | modifier les données · modifier les données |
| Bordes                          | 64138      | 64510       | Pau                 | Vallées de l'Ousse et du Lagoin             | CC du Pays de Nay       | 7,27             | 2 878 (2022)                      | 396                | modifier les données · modifier les données |
| Bosdarros                       | 64139      | 64290       | Pau                 | Ouzom, Gave et Rives du Neez                | CA Pau Béarn Pyrénées   | 24,77            | 969 (2022)                        | 39                 | modifier les données · modifier les données |
| Boucau                          | 64140      | 64340       | Bayonne             | Bayonne-2                                   | CA du Pays Basque       | 5,82             | 8 934 (2022)                      | 1 535              | modifier les données · modifier les données |
| Boueilh-Boueilho-Lasque         | 64141      | 64330       | Pau                 | Terres des Luys et Coteaux du Vic-Bilh      | CC des Luys en Béarn    | 17,35            | 391 (2022)                        | 23                 | modifier les données · modifier les données |
| Bougarber                       | 64142      | 64230       | Pau                 | Artix et Pays de Soubestre                  | CA Pau Béarn Pyrénées   | 10,29            | 857 (2022)                        | 83                 | modifier les données · modifier les données |
| Bouillon                        | 64143      | 64410       | Pau                 | Artix et Pays de Soubestre                  | CC des Luys en Béarn    | 3,27             | 158 (2022)                        | 48                 | modifier les données · modifier les données |
| Boumourt                        | 64144      | 64370       | Pau                 | Artix et Pays de Soubestre                  | CC de Lacq-Orthez       | 8,03             | 156 (2022)                        | 19                 | modifier les données · modifier les données |
| Bourdettes                      | 64145      | 64800       | Pau                 | Ouzom, Gave et Rives du Neez                | CC du Pays de Nay       | 2,24             | 506 (2022)                        | 226                | modifier les données · modifier les données |
| Bournos                         | 64146      | 64450       | Pau                 | Terres des Luys et Coteaux du Vic-Bilh      | CC des Luys en Béarn    | 5,74             | 341 (2022)                        | 59                 | modifier les données · modifier les données |
| Briscous                        | 64147      | 64240       | Bayonne             | Nive-Adour                                  | CA du Pays Basque       | 31,29            | 2 920 (2022)                      | 93                 | modifier les données · modifier les données |
| Bruges-Capbis-Mifaget           | 64148      | 64800       | Pau                 | Ouzom, Gave et Rives du Neez                | CC du Pays de Nay       | 16,55            | 850 (2022)                        | 51                 | modifier les données · modifier les données |
| Bugnein                         | 64149      | 64190       | Oloron-Sainte-Marie | Le Cœur de Béarn                            | CC du Béarn des Gaves   | 11,36            | 227 (2022)                        | 20                 | modifier les données · modifier les données |
| Bunus                           | 64150      | 64120       | Bayonne             | Pays de Bidache, Amikuze et Ostibarre       | CA du Pays Basque       | 6,60             | 134 (2022)                        | 20                 | modifier les données · modifier les données |
| Burgaronne                      | 64151      | 64390       | Oloron-Sainte-Marie | Orthez et Terres des Gaves et du Sel        | CC du Béarn des Gaves   | 5,27             | 98 (2022)                         | 19                 | modifier les données · modifier les données |
| Buros                           | 64152      | 64160       | Pau                 | Pays de Morlaàs et du Montanérès            | CC du Nord-Est Béarn    | 13,81            | 1 988 (2022)                      | 144                | modifier les données · modifier les données |
| Burosse-Mendousse               | 64153      | 64330       | Pau                 | Terres des Luys et Coteaux du Vic-Bilh      | CC des Luys en Béarn    | 5,62             | 81 (2022)                         | 14                 | modifier les données · modifier les données |
| Bussunarits-Sarrasquette        | 64154      | 64220       | Bayonne             | Montagne Basque                             | CA du Pays Basque       | 12,04            | 211 (2022)                        | 18                 | modifier les données · modifier les données |
| Bustince-Iriberry               | 64155      | 64220       | Bayonne             | Montagne Basque                             | CA du Pays Basque       | 5,67             | 104 (2022)                        | 18                 | modifier les données · modifier les données |
| Buziet                          | 64156      | 64680       | Oloron-Sainte-Marie | Oloron-Sainte-Marie-2                       | CC du Haut Béarn        | 8,18             | 477 (2022)                        | 58                 | modifier les données · modifier les données |
| Buzy                            | 64157      | 64260       | Oloron-Sainte-Marie | Oloron-Sainte-Marie-2                       | CC de la Vallée d'Ossau | 16,70            | 1 011 (2022)                      | 61                 | modifier les données · modifier les données |
| Cabidos                         | 64158      | 64410       | Pau                 | Artix et Pays de Soubestre                  | CC des Luys en Béarn    | 7,26             | 170 (2022)                        | 23                 | modifier les données · modifier les données |
| Cadillon                        | 64159      | 64330       | Pau                 | Terres des Luys et Coteaux du Vic-Bilh      | CC du Nord-Est Béarn    | 5,37             | 103 (2022)                        | 19                 | modifier les données · modifier les données |
| Cambo-les-Bains                 | 64160      | 64250       | Bayonne             | Baïgura et Mondarrain                       | CA du Pays Basque       | 22,49            | 6 715 (2022)                      | 299                | modifier les données · modifier les données |
| Came                            | 64161      | 64520       | Bayonne             | Pays de Bidache, Amikuze et Ostibarre       | CA du Pays Basque       | 33,90            | 1 019 (2022)                      | 30                 | modifier les données · modifier les données |
| Camou-Cihigue                   | 64162      | 64470       | Oloron-Sainte-Marie | Montagne Basque                             | CA du Pays Basque       | 10,08            | 105 (2022)                        | 10                 | modifier les données · modifier les données |
| Cardesse                        | 64165      | 64360       | Pau                 | Le Cœur de Béarn                            | CC de Lacq-Orthez       | 7,67             | 294 (2022)                        | 38                 | modifier les données · modifier les données |
| Caro                            | 64166      | 64220       | Bayonne             | Montagne Basque                             | CA du Pays Basque       | 4,01             | 174 (2022)                        | 43                 | modifier les données · modifier les données |
| Carrère                         | 64167      | 64160       | Pau                 | Terres des Luys et Coteaux du Vic-Bilh      | CC des Luys en Béarn    | 6,61             | 217 (2022)                        | 33                 | modifier les données · modifier les données |
| Carresse-Cassaber               | 64168      | 64270       | Oloron-Sainte-Marie | Orthez et Terres des Gaves et du Sel        | CC du Béarn des Gaves   | 13,91            | 662 (2022)                        | 48                 | modifier les données · modifier les données |
| Castagnède                      | 64170      | 64270       | Oloron-Sainte-Marie | Orthez et Terres des Gaves et du Sel        | CC du Béarn des Gaves   | 8,33             | 200 (2022)                        | 24                 | modifier les données · modifier les données |
| Casteide-Cami                   | 64171      | 64170       | Pau                 | Artix et Pays de Soubestre                  | CC de Lacq-Orthez       | 6,80             | 271 (2022)                        | 40                 | modifier les données · modifier les données |
| Casteide-Candau                 | 64172      | 64370       | Pau                 | Artix et Pays de Soubestre                  | CC de Lacq-Orthez       | 9,24             | 293 (2022)                        | 32                 | modifier les données · modifier les données |
| Casteide-Doat                   | 64173      | 64460       | Pau                 | Pays de Morlaàs et du Montanérès            | CC Adour Madiran        | 5,34             | 159 (2022)                        | 30                 | modifier les données · modifier les données |
| Castéra-Loubix                  | 64174      | 64460       | Pau                 | Pays de Morlaàs et du Montanérès            | CC Adour Madiran        | 3,43             | 51 (2022)                         | 15                 | modifier les données · modifier les données |
| Castet                          | 64175      | 64260       | Oloron-Sainte-Marie | Oloron-Sainte-Marie-2                       | CC de la Vallée d'Ossau | 23,53            | 141 (2022)                        | 6,0                | modifier les données · modifier les données |
| Castetbon                       | 64176      | 64190       | Oloron-Sainte-Marie | Orthez et Terres des Gaves et du Sel        | CC du Béarn des Gaves   | 14,20            | 152 (2022)                        | 11                 | modifier les données · modifier les données |
| Castétis                        | 64177      | 64300       | Pau                 | Artix et Pays de Soubestre                  | CC de Lacq-Orthez       | 9,06             | 644 (2022)                        | 71                 | modifier les données · modifier les données |
| Castetnau-Camblong              | 64178      | 64190       | Oloron-Sainte-Marie | Le Cœur de Béarn                            | CC du Béarn des Gaves   | 11,37            | 456 (2022)                        | 40                 | modifier les données · modifier les données |
| Castetner                       | 64179      | 64300       | Pau                 | Le Cœur de Béarn                            | CC de Lacq-Orthez       | 6,56             | 137 (2022)                        | 21                 | modifier les données · modifier les données |
| Castetpugon                     | 64180      | 64330       | Pau                 | Terres des Luys et Coteaux du Vic-Bilh      | CC des Luys en Béarn    | 7,49             | 213 (2022)                        | 28                 | modifier les données · modifier les données |
| Castillon                       | 64181      | 64370       | Pau                 | Artix et Pays de Soubestre                  | CC de Lacq-Orthez       | 6,71             | 336 (2022)                        | 50                 | modifier les données · modifier les données |
| Castillon                       | 64182      | 64350       | Pau                 | Terres des Luys et Coteaux du Vic-Bilh      | CC du Nord-Est Béarn    | 4,72             | 78 (2022)                         | 17                 | modifier les données · modifier les données |
| Caubios-Loos                    | 64183      | 64230       | Pau                 | Terres des Luys et Coteaux du Vic-Bilh      | CC des Luys en Béarn    | 7,20             | 675 (2022)                        | 94                 | modifier les données · modifier les données |
| Cescau                          | 64184      | 64170       | Pau                 | Artix et Pays de Soubestre                  | CC de Lacq-Orthez       | 7,98             | 624 (2022)                        | 78                 | modifier les données · modifier les données |
| Cette-Eygun                     | 64185      | 64490       | Oloron-Sainte-Marie | Oloron-Sainte-Marie-1                       | CC du Haut Béarn        | 18,97            | 59 (2022)                         | 3,1                | modifier les données · modifier les données |
| Charre                          | 64186      | 64190       | Oloron-Sainte-Marie | Le Cœur de Béarn                            | CC du Béarn des Gaves   | 11,41            | 220 (2022)                        | 19                 | modifier les données · modifier les données |
| Charritte-de-Bas                | 64187      | 64130       | Oloron-Sainte-Marie | Montagne Basque                             | CA du Pays Basque       | 7,40             | 245 (2022)                        | 33                 | modifier les données · modifier les données |
| Chéraute                        | 64188      | 64130       | Oloron-Sainte-Marie | Montagne Basque                             | CA du Pays Basque       | 35,26            | 1 048 (2022)                      | 30                 | modifier les données · modifier les données |
| Ciboure                         | 64189      | 64500       | Bayonne             | Saint-Jean-de-Luz                           | CA du Pays Basque       | 7,44             | 5 957 (2022)                      | 801                | modifier les données · modifier les données |
| Claracq                         | 64190      | 64330       | Pau                 | Terres des Luys et Coteaux du Vic-Bilh      | CC des Luys en Béarn    | 9,87             | 237 (2022)                        | 24                 | modifier les données · modifier les données |
| Coarraze                        | 64191      | 64800       | Pau                 | Vallées de l'Ousse et du Lagoin             | CC du Pays de Nay       | 14,84            | 2 170 (2022)                      | 146                | modifier les données · modifier les données |
| Conchez-de-Béarn                | 64192      | 64330       | Pau                 | Terres des Luys et Coteaux du Vic-Bilh      | CC des Luys en Béarn    | 4,49             | 112 (2022)                        | 25                 | modifier les données · modifier les données |
| Corbère-Abères                  | 64193      | 64350       | Pau                 | Terres des Luys et Coteaux du Vic-Bilh      | CC du Nord-Est Béarn    | 7,08             | 95 (2022)                         | 13                 | modifier les données · modifier les données |
| Coslédaà-Lube-Boast             | 64194      | 64160       | Pau                 | Terres des Luys et Coteaux du Vic-Bilh      | CC du Nord-Est Béarn    | 13,92            | 376 (2022)                        | 27                 | modifier les données · modifier les données |
| Coublucq                        | 64195      | 64410       | Pau                 | Artix et Pays de Soubestre                  | CC des Luys en Béarn    | 5,54             | 89 (2022)                         | 16                 | modifier les données · modifier les données |
| Crouseilles                     | 64196      | 64350       | Pau                 | Terres des Luys et Coteaux du Vic-Bilh      | CC du Nord-Est Béarn    | 7,90             | 119 (2022)                        | 15                 | modifier les données · modifier les données |
| Cuqueron                        | 64197      | 64360       | Pau                 | Le Cœur de Béarn                            | CC de Lacq-Orthez       | 3,48             | 189 (2022)                        | 54                 | modifier les données · modifier les données |
| Denguin                         | 64198      | 64230       | Pau                 | Artix et Pays de Soubestre                  | CA Pau Béarn Pyrénées   | 12,29            | 1 774 (2022)                      | 144                | modifier les données · modifier les données |
| Diusse                          | 64199      | 64330       | Pau                 | Terres des Luys et Coteaux du Vic-Bilh      | CC des Luys en Béarn    | 5,31             | 144 (2022)                        | 27                 | modifier les données · modifier les données |
| Doazon                          | 64200      | 64370       | Pau                 | Artix et Pays de Soubestre                  | CC de Lacq-Orthez       | 6,14             | 184 (2022)                        | 30                 | modifier les données · modifier les données |
| Dognen                          | 64201      | 64190       | Oloron-Sainte-Marie | Le Cœur de Béarn                            | CC du Béarn des Gaves   | 6,79             | 230 (2022)                        | 34                 | modifier les données · modifier les données |
| Domezain-Berraute               | 64202      | 64120       | Bayonne             | Pays de Bidache, Amikuze et Ostibarre       | CA du Pays Basque       | 21,56            | 468 (2022)                        | 22                 | modifier les données · modifier les données |
| Doumy                           | 64203      | 64450       | Pau                 | Terres des Luys et Coteaux du Vic-Bilh      | CC des Luys en Béarn    | 6,39             | 327 (2022)                        | 51                 | modifier les données · modifier les données |
| Eaux-Bonnes                     | 64204      | 64440       | Oloron-Sainte-Marie | Oloron-Sainte-Marie-2                       | CC de la Vallée d'Ossau | 38,52            | 203 (2022)                        | 5,3                | modifier les données · modifier les données |
| Escos                           | 64205      | 64270       | Oloron-Sainte-Marie | Orthez et Terres des Gaves et du Sel        | CC du Béarn des Gaves   | 5,61             | 237 (2022)                        | 42                 | modifier les données · modifier les données |
| Escot                           | 64206      | 64490       | Oloron-Sainte-Marie | Oloron-Sainte-Marie-1                       | CC du Haut Béarn        | 22,66            | 120 (2022)                        | 5,3                | modifier les données · modifier les données |
| Escou                           | 64207      | 64870       | Oloron-Sainte-Marie | Oloron-Sainte-Marie-2                       | CC du Haut Béarn        | 6,19             | 430 (2022)                        | 69                 | modifier les données · modifier les données |
| Escoubès                        | 64208      | 64160       | Pau                 | Pays de Morlaàs et du Montanérès            | CC du Nord-Est Béarn    | 6,44             | 424 (2022)                        | 66                 | modifier les données · modifier les données |
| Escout                          | 64209      | 64870       | Oloron-Sainte-Marie | Oloron-Sainte-Marie-2                       | CC du Haut Béarn        | 9,52             | 426 (2022)                        | 45                 | modifier les données · modifier les données |
| Escurès                         | 64210      | 64350       | Pau                 | Terres des Luys et Coteaux du Vic-Bilh      | CC du Nord-Est Béarn    | 4,18             | 143 (2022)                        | 34                 | modifier les données · modifier les données |
| Eslourenties-Daban              | 64211      | 64420       | Pau                 | Pays de Morlaàs et du Montanérès            | CC du Nord-Est Béarn    | 5,06             | 376 (2022)                        | 74                 | modifier les données · modifier les données |
| Espéchède                       | 64212      | 64160       | Pau                 | Pays de Morlaàs et du Montanérès            | CC du Nord-Est Béarn    | 9,32             | 157 (2022)                        | 17                 | modifier les données · modifier les données |
| Espelette                       | 64213      | 64250       | Bayonne             | Baïgura et Mondarrain                       | CA du Pays Basque       | 26,85            | 2 094 (2022)                      | 78                 | modifier les données · modifier les données |
| Espès-Undurein                  | 64214      | 64130       | Oloron-Sainte-Marie | Montagne Basque                             | CA du Pays Basque       | 9,78             | 501 (2022)                        | 51                 | modifier les données · modifier les données |
| Espiute                         | 64215      | 64390       | Oloron-Sainte-Marie | Orthez et Terres des Gaves et du Sel        | CC du Béarn des Gaves   | 4,09             | 110 (2022)                        | 27                 | modifier les données · modifier les données |
| Espoey                          | 64216      | 64420       | Pau                 | Vallées de l'Ousse et du Lagoin             | CC du Nord-Est Béarn    | 13,43            | 1 206 (2022)                      | 90                 | modifier les données · modifier les données |
| Esquiule                        | 64217      | 64400       | Oloron-Sainte-Marie | Oloron-Sainte-Marie-1                       | CC du Haut Béarn        | 28,58            | 531 (2022)                        | 19                 | modifier les données · modifier les données |
| Estérençuby                     | 64218      | 64220       | Bayonne             | Montagne Basque                             | CA du Pays Basque       | 45,87            | 304 (2022)                        | 6,6                | modifier les données · modifier les données |
| Estialescq                      | 64219      | 64290       | Oloron-Sainte-Marie | Oloron-Sainte-Marie-2                       | CC du Haut Béarn        | 5,14             | 260 (2022)                        | 51                 | modifier les données · modifier les données |
| Estos                           | 64220      | 64400       | Oloron-Sainte-Marie | Oloron-Sainte-Marie-2                       | CC du Haut Béarn        | 3,22             | 488 (2022)                        | 152                | modifier les données · modifier les données |
| Etcharry                        | 64221      | 64120       | Bayonne             | Pays de Bidache, Amikuze et Ostibarre       | CA du Pays Basque       | 7,43             | 147 (2022)                        | 20                 | modifier les données · modifier les données |
| Etchebar                        | 64222      | 64470       | Oloron-Sainte-Marie | Montagne Basque                             | CA du Pays Basque       | 8,23             | 74 (2022)                         | 9,0                | modifier les données · modifier les données |
| Etsaut                          | 64223      | 64490       | Oloron-Sainte-Marie | Oloron-Sainte-Marie-1                       | CC du Haut Béarn        | 34,95            | 63 (2022)                         | 1,8                | modifier les données · modifier les données |
| Eysus                           | 64224      | 64400       | Oloron-Sainte-Marie | Oloron-Sainte-Marie-1                       | CC du Haut Béarn        | 6,72             | 617 (2022)                        | 92                 | modifier les données · modifier les données |
| Fichous-Riumayou                | 64226      | 64410       | Pau                 | Artix et Pays de Soubestre                  | CC des Luys en Béarn    | 6,41             | 203 (2022)                        | 32                 | modifier les données · modifier les données |
| Gabaston                        | 64227      | 64160       | Pau                 | Pays de Morlaàs et du Montanérès            | CC du Nord-Est Béarn    | 12,73            | 676 (2022)                        | 53                 | modifier les données · modifier les données |
| Gabat                           | 64228      | 64120       | Bayonne             | Pays de Bidache, Amikuze et Ostibarre       | CA du Pays Basque       | 8,31             | 276 (2022)                        | 33                 | modifier les données · modifier les données |
| Gamarthe                        | 64229      | 64220       | Bayonne             | Montagne Basque                             | CA du Pays Basque       | 9,91             | 127 (2022)                        | 13                 | modifier les données · modifier les données |
| Gan                             | 64230      | 64290       | Pau                 | Ouzom, Gave et Rives du Neez                | CA Pau Béarn Pyrénées   | 39,62            | 5 649 (2022)                      | 143                | modifier les données · modifier les données |
| Garindein                       | 64231      | 64130       | Oloron-Sainte-Marie | Montagne Basque                             | CA du Pays Basque       | 6,87             | 459 (2022)                        | 67                 | modifier les données · modifier les données |
| Garlède-Mondebat                | 64232      | 64450       | Pau                 | Terres des Luys et Coteaux du Vic-Bilh      | CC des Luys en Béarn    | 8,65             | 219 (2022)                        | 25                 | modifier les données · modifier les données |
| Garlin                          | 64233      | 64330       | Pau                 | Terres des Luys et Coteaux du Vic-Bilh      | CC des Luys en Béarn    | 18,30            | 1 331 (2022)                      | 73                 | modifier les données · modifier les données |
| Garos                           | 64234      | 64410       | Pau                 | Artix et Pays de Soubestre                  | CC des Luys en Béarn    | 12,06            | 263 (2022)                        | 22                 | modifier les données · modifier les données |
| Garris                          | 64235      | 64120       | Bayonne             | Pays de Bidache, Amikuze et Ostibarre       | CA du Pays Basque       | 3,13             | 317 (2022)                        | 101                | modifier les données · modifier les données |
| Gayon                           | 64236      | 64350       | Pau                 | Terres des Luys et Coteaux du Vic-Bilh      | CC du Nord-Est Béarn    | 3,95             | 55 (2022)                         | 14                 | modifier les données · modifier les données |
| Gelos                           | 64237      | 64110       | Pau                 | Pau-4                                       | CA Pau Béarn Pyrénées   | 11,03            | 3 595 (2022)                      | 326                | modifier les données · modifier les données |
| Ger                             | 64238      | 64530       | Pau                 | Vallées de l'Ousse et du Lagoin             | CC du Nord-Est Béarn    | 31,49            | 2 118 (2022)                      | 67                 | modifier les données · modifier les données |
| Gerderest                       | 64239      | 64160       | Pau                 | Terres des Luys et Coteaux du Vic-Bilh      | CC du Nord-Est Béarn    | 6,56             | 140 (2022)                        | 21                 | modifier les données · modifier les données |
| Gère-Bélesten                   | 64240      | 64260       | Oloron-Sainte-Marie | Oloron-Sainte-Marie-2                       | CC de la Vallée d'Ossau | 12,82            | 186 (2022)                        | 15                 | modifier les données · modifier les données |
| Géronce                         | 64241      | 64400       | Oloron-Sainte-Marie | Oloron-Sainte-Marie-1                       | CC du Haut Béarn        | 15,99            | 490 (2022)                        | 31                 | modifier les données · modifier les données |
| Gestas                          | 64242      | 64190       | Oloron-Sainte-Marie | Le Cœur de Béarn                            | CC du Béarn des Gaves   | 2,19             | 75 (2022)                         | 34                 | modifier les données · modifier les données |
| Géus-d'Arzacq                   | 64243      | 64370       | Pau                 | Artix et Pays de Soubestre                  | CC des Luys en Béarn    | 4,12             | 218 (2022)                        | 53                 | modifier les données · modifier les données |
| Geüs-d'Oloron                   | 64244      | 64400       | Oloron-Sainte-Marie | Oloron-Sainte-Marie-1                       | CC du Haut Béarn        | 6,57             | 262 (2022)                        | 40                 | modifier les données · modifier les données |
| Goès                            | 64245      | 64400       | Oloron-Sainte-Marie | Oloron-Sainte-Marie-2                       | CC du Haut Béarn        | 4,76             | 540 (2022)                        | 113                | modifier les données · modifier les données |
| Gomer                           | 64246      | 64420       | Pau                 | Vallées de l'Ousse et du Lagoin             | CC du Nord-Est Béarn    | 3,24             | 302 (2022)                        | 93                 | modifier les données · modifier les données |
| Gotein-Libarrenx                | 64247      | 64130       | Oloron-Sainte-Marie | Montagne Basque                             | CA du Pays Basque       | 11,75            | 473 (2022)                        | 40                 | modifier les données · modifier les données |
| Guéthary                        | 64249      | 64210       | Bayonne             | Saint-Jean-de-Luz                           | CA du Pays Basque       | 1,40             | 1 315 (2022)                      | 939                | modifier les données · modifier les données |
| Guiche                          | 64250      | 64520       | Bayonne             | Nive-Adour                                  | CA du Pays Basque       | 24,85            | 1 054 (2022)                      | 42                 | modifier les données · modifier les données |
| Guinarthe-Parenties             | 64251      | 64390       | Oloron-Sainte-Marie | Orthez et Terres des Gaves et du Sel        | CC du Béarn des Gaves   | 2,48             | 225 (2022)                        | 91                 | modifier les données · modifier les données |
| Gurmençon                       | 64252      | 64400       | Oloron-Sainte-Marie | Oloron-Sainte-Marie-1                       | CC du Haut Béarn        | 2,98             | 887 (2022)                        | 298                | modifier les données · modifier les données |
| Gurs                            | 64253      | 64190       | Oloron-Sainte-Marie | Le Cœur de Béarn                            | CC du Béarn des Gaves   | 10,96            | 418 (2022)                        | 38                 | modifier les données · modifier les données |
| Hagetaubin                      | 64254      | 64370       | Pau                 | Artix et Pays de Soubestre                  | CC de Lacq-Orthez       | 18,84            | 570 (2022)                        | 30                 | modifier les données · modifier les données |
| Halsou                          | 64255      | 64480       | Bayonne             | Baïgura et Mondarrain                       | CA du Pays Basque       | 5,08             | 605 (2022)                        | 119                | modifier les données · modifier les données |
| Hasparren                       | 64256      | 64240       | Bayonne             | Baïgura et Mondarrain                       | CA du Pays Basque       | 77,01            | 7 615 (2022)                      | 99                 | modifier les données · modifier les données |
| Haut-de-Bosdarros               | 64257      | 64800       | Pau                 | Ouzom, Gave et Rives du Neez                | CC du Pays de Nay       | 12,31            | 325 (2022)                        | 26                 | modifier les données · modifier les données |
| Haux                            | 64258      | 64470       | Oloron-Sainte-Marie | Montagne Basque                             | CA du Pays Basque       | 17,01            | 85 (2022)                         | 5,0                | modifier les données · modifier les données |
| Hélette                         | 64259      | 64640       | Bayonne             | Pays de Bidache, Amikuze et Ostibarre       | CA du Pays Basque       | 23,45            | 751 (2022)                        | 32                 | modifier les données · modifier les données |
| Hendaye                         | 64260      | 64700       | Bayonne             | Hendaye-Côte Basque-Sud                     | CA du Pays Basque       | 7,95             | 18 074 (2022)                     | 2 273              | modifier les données · modifier les données |
| Herrère                         | 64261      | 64680       | Oloron-Sainte-Marie | Oloron-Sainte-Marie-2                       | CC du Haut Béarn        | 8,93             | 389 (2022)                        | 44                 | modifier les données · modifier les données |
| Higuères-Souye                  | 64262      | 64160       | Pau                 | Pays de Morlaàs et du Montanérès            | CC du Nord-Est Béarn    | 7,35             | 276 (2022)                        | 38                 | modifier les données · modifier les données |
| L'Hôpital-d'Orion               | 64263      | 64270       | Oloron-Sainte-Marie | Orthez et Terres des Gaves et du Sel        | CC du Béarn des Gaves   | 8,47             | 131 (2022)                        | 15                 | modifier les données · modifier les données |
| L'Hôpital-Saint-Blaise          | 64264      | 64130       | Oloron-Sainte-Marie | Montagne Basque                             | CA du Pays Basque       | 2,11             | 56 (2022)                         | 27                 | modifier les données · modifier les données |
| Hosta                           | 64265      | 64120       | Bayonne             | Pays de Bidache, Amikuze et Ostibarre       | CA du Pays Basque       | 17,08            | 100 (2022)                        | 5,9                | modifier les données · modifier les données |
| Hours                           | 64266      | 64420       | Pau                 | Vallées de l'Ousse et du Lagoin             | CC du Nord-Est Béarn    | 5,80             | 230 (2022)                        | 40                 | modifier les données · modifier les données |
| Ibarrolle                       | 64267      | 64120       | Bayonne             | Pays de Bidache, Amikuze et Ostibarre       | CA du Pays Basque       | 8,87             | 73 (2022)                         | 8,2                | modifier les données · modifier les données |
| Idaux-Mendy                     | 64268      | 64130       | Oloron-Sainte-Marie | Montagne Basque                             | CA du Pays Basque       | 9,67             | 271 (2022)                        | 28                 | modifier les données · modifier les données |
| Idron                           | 64269      | 64320       | Pau                 | Pau-2                                       | CA Pau Béarn Pyrénées   | 7,78             | 5 134 (2022)                      | 660                | modifier les données · modifier les données |
| Igon                            | 64270      | 64800       | Pau                 | Vallées de l'Ousse et du Lagoin             | CC du Pays de Nay       | 5,33             | 1 008 (2022)                      | 189                | modifier les données · modifier les données |
| Iholdy                          | 64271      | 64640       | Bayonne             | Pays de Bidache, Amikuze et Ostibarre       | CA du Pays Basque       | 21,63            | 540 (2022)                        | 25                 | modifier les données · modifier les données |
| Ilharre                         | 64272      | 64120       | Bayonne             | Pays de Bidache, Amikuze et Ostibarre       | CA du Pays Basque       | 10,55            | 150 (2022)                        | 14                 | modifier les données · modifier les données |
| Irissarry                       | 64273      | 64780       | Bayonne             | Pays de Bidache, Amikuze et Ostibarre       | CA du Pays Basque       | 26,39            | 892 (2022)                        | 34                 | modifier les données · modifier les données |
| Irouléguy                       | 64274      | 64220       | Bayonne             | Montagne Basque                             | CA du Pays Basque       | 9,38             | 366 (2022)                        | 39                 | modifier les données · modifier les données |
| Ispoure                         | 64275      | 64220       | Bayonne             | Montagne Basque                             | CA du Pays Basque       | 7,85             | 671 (2022)                        | 85                 | modifier les données · modifier les données |
| Issor                           | 64276      | 64570       | Oloron-Sainte-Marie | Oloron-Sainte-Marie-1                       | CC du Haut Béarn        | 23,00            | 248 (2022)                        | 11                 | modifier les données · modifier les données |
| Isturits                        | 64277      | 64240       | Bayonne             | Pays de Bidache, Amikuze et Ostibarre       | CA du Pays Basque       | 13,60            | 533 (2022)                        | 39                 | modifier les données · modifier les données |
| Itxassou                        | 64279      | 64250       | Bayonne             | Baïgura et Mondarrain                       | CA du Pays Basque       | 39,37            | 2 204 (2022)                      | 56                 | modifier les données · modifier les données |
| Izeste                          | 64280      | 64260       | Oloron-Sainte-Marie | Oloron-Sainte-Marie-2                       | CC de la Vallée d'Ossau | 6,84             | 441 (2022)                        | 64                 | modifier les données · modifier les données |
| Jasses                          | 64281      | 64190       | Oloron-Sainte-Marie | Le Cœur de Béarn                            | CC du Béarn des Gaves   | 5,22             | 149 (2022)                        | 29                 | modifier les données · modifier les données |
| Jatxou                          | 64282      | 64480       | Bayonne             | Baïgura et Mondarrain                       | CA du Pays Basque       | 13,95            | 1 258 (2022)                      | 90                 | modifier les données · modifier les données |
| Jaxu                            | 64283      | 64220       | Bayonne             | Montagne Basque                             | CA du Pays Basque       | 10,65            | 210 (2022)                        | 20                 | modifier les données · modifier les données |
| Jurançon                        | 64284      | 64110       | Pau                 | Billère et Coteaux de Jurançon              | CA Pau Béarn Pyrénées   | 18,78            | 7 063 (2022)                      | 376                | modifier les données · modifier les données |
| Juxue                           | 64285      | 64120       | Bayonne             | Pays de Bidache, Amikuze et Ostibarre       | CA du Pays Basque       | 15,17            | 200 (2022)                        | 13                 | modifier les données · modifier les données |
| Laà-Mondrans                    | 64286      | 64300       | Pau                 | Le Cœur de Béarn                            | CC de Lacq-Orthez       | 6,10             | 428 (2022)                        | 70                 | modifier les données · modifier les données |
| Laàs                            | 64287      | 64390       | Oloron-Sainte-Marie | Orthez et Terres des Gaves et du Sel        | CC du Béarn des Gaves   | 6,46             | 138 (2022)                        | 21                 | modifier les données · modifier les données |
| Labastide-Cézéracq              | 64288      | 64170       | Pau                 | Artix et Pays de Soubestre                  | CC de Lacq-Orthez       | 5,01             | 582 (2022)                        | 116                | modifier les données · modifier les données |
| Labastide-Monréjeau             | 64290      | 64170       | Pau                 | Artix et Pays de Soubestre                  | CC de Lacq-Orthez       | 8,19             | 594 (2022)                        | 73                 | modifier les données · modifier les données |
| Labastide-Villefranche          | 64291      | 64270       | Oloron-Sainte-Marie | Orthez et Terres des Gaves et du Sel        | CC du Béarn des Gaves   | 15,27            | 332 (2022)                        | 22                 | modifier les données · modifier les données |
| Labatmale                       | 64292      | 64530       | Pau                 | Vallées de l'Ousse et du Lagoin             | CC du Pays de Nay       | 3,32             | 258 (2022)                        | 78                 | modifier les données · modifier les données |
| Labatut-Figuières               | 64293      | 64460       | Pau                 | Pays de Morlaàs et du Montanérès            | CC Adour Madiran        | 8,44             | 170 (2022)                        | 20                 | modifier les données · modifier les données |
| Labets-Biscay                   | 64294      | 64120       | Bayonne             | Pays de Bidache, Amikuze et Ostibarre       | CA du Pays Basque       | 8,79             | 144 (2022)                        | 16                 | modifier les données · modifier les données |
| Labeyrie                        | 64295      | 64300       | Pau                 | Artix et Pays de Soubestre                  | CC de Lacq-Orthez       | 3,69             | 106 (2022)                        | 29                 | modifier les données · modifier les données |
| Lacadée                         | 64296      | 64300       | Pau                 | Artix et Pays de Soubestre                  | CC de Lacq-Orthez       | 4,81             | 145 (2022)                        | 30                 | modifier les données · modifier les données |
| Lacarre                         | 64297      | 64220       | Bayonne             | Montagne Basque                             | CA du Pays Basque       | 4,40             | 175 (2022)                        | 40                 | modifier les données · modifier les données |
| Lacarry-Arhan-Charritte-de-Haut | 64298      | 64470       | Oloron-Sainte-Marie | Montagne Basque                             | CA du Pays Basque       | 23,32            | 117 (2022)                        | 5,0                | modifier les données · modifier les données |
| Lacommande                      | 64299      | 64360       | Pau                 | Le Cœur de Béarn                            | CC de Lacq-Orthez       | 3,33             | 175 (2022)                        | 53                 | modifier les données · modifier les données |
| Lacq                            | 64300      | 64170 64370 | Pau                 | Artix et Pays de Soubestre                  | CC de Lacq-Orthez       | 22,94            | 1 034 (2022)                      | 45                 | modifier les données · modifier les données |
| Lagor                           | 64301      | 64150       | Pau                 | Le Cœur de Béarn                            | CC de Lacq-Orthez       | 20,97            | 1 134 (2022)                      | 54                 | modifier les données · modifier les données |
| Lagos                           | 64302      | 64800       | Pau                 | Vallées de l'Ousse et du Lagoin             | CC du Pays de Nay       | 4,46             | 468 (2022)                        | 105                | modifier les données · modifier les données |
| Laguinge-Restoue                | 64303      | 64470       | Oloron-Sainte-Marie | Montagne Basque                             | CA du Pays Basque       | 6,00             | 155 (2022)                        | 26                 | modifier les données · modifier les données |
| Lahonce                         | 64304      | 64990       | Bayonne             | Nive-Adour                                  | CA du Pays Basque       | 9,47             | 2 736 (2022)                      | 289                | modifier les données · modifier les données |
| Lahontan                        | 64305      | 64270       | Oloron-Sainte-Marie | Orthez et Terres des Gaves et du Sel        | CC du Béarn des Gaves   | 14,64            | 531 (2022)                        | 36                 | modifier les données · modifier les données |
| Lahourcade                      | 64306      | 64150       | Pau                 | Le Cœur de Béarn                            | CC de Lacq-Orthez       | 10,94            | 710 (2022)                        | 65                 | modifier les données · modifier les données |
| Lalongue                        | 64307      | 64350       | Pau                 | Terres des Luys et Coteaux du Vic-Bilh      | CC du Nord-Est Béarn    | 7,94             | 199 (2022)                        | 25                 | modifier les données · modifier les données |
| Lalonquette                     | 64308      | 64450       | Pau                 | Terres des Luys et Coteaux du Vic-Bilh      | CC des Luys en Béarn    | 5,32             | 251 (2022)                        | 47                 | modifier les données · modifier les données |
| Lamayou                         | 64309      | 64460       | Pau                 | Pays de Morlaàs et du Montanérès            | CC Adour Madiran        | 9,51             | 211 (2022)                        | 22                 | modifier les données · modifier les données |
| Lanne-en-Barétous               | 64310      | 64570       | Oloron-Sainte-Marie | Oloron-Sainte-Marie-1                       | CC du Haut Béarn        | 41,48            | 479 (2022)                        | 12                 | modifier les données · modifier les données |
| Lannecaube                      | 64311      | 64350       | Pau                 | Terres des Luys et Coteaux du Vic-Bilh      | CC du Nord-Est Béarn    | 8,67             | 144 (2022)                        | 17                 | modifier les données · modifier les données |
| Lanneplaà                       | 64312      | 64300       | Pau                 | Orthez et Terres des Gaves et du Sel        | CC de Lacq-Orthez       | 7,26             | 303 (2022)                        | 42                 | modifier les données · modifier les données |
| Lantabat                        | 64313      | 64640       | Bayonne             | Pays de Bidache, Amikuze et Ostibarre       | CA du Pays Basque       | 28,86            | 287 (2022)                        | 9,9                | modifier les données · modifier les données |
| Larceveau-Arros-Cibits          | 64314      | 64120       | Bayonne             | Pays de Bidache, Amikuze et Ostibarre       | CA du Pays Basque       | 18,08            | 446 (2022)                        | 25                 | modifier les données · modifier les données |
| Laroin                          | 64315      | 64110       | Pau                 | Billère et Coteaux de Jurançon              | CA Pau Béarn Pyrénées   | 7,04             | 1 035 (2022)                      | 147                | modifier les données · modifier les données |
| Larrau                          | 64316      | 64560       | Oloron-Sainte-Marie | Montagne Basque                             | CA du Pays Basque       | 126,80           | 185 (2022)                        | 1,5                | modifier les données · modifier les données |
| Larressore                      | 64317      | 64480       | Bayonne             | Baïgura et Mondarrain                       | CA du Pays Basque       | 10,76            | 2 123 (2022)                      | 197                | modifier les données · modifier les données |
| Larreule                        | 64318      | 64410       | Pau                 | Artix et Pays de Soubestre                  | CC des Luys en Béarn    | 10,05            | 192 (2022)                        | 19                 | modifier les données · modifier les données |
| Larribar-Sorhapuru              | 64319      | 64120       | Bayonne             | Pays de Bidache, Amikuze et Ostibarre       | CA du Pays Basque       | 10,65            | 185 (2022)                        | 17                 | modifier les données · modifier les données |
| Laruns                          | 64320      | 64440       | Oloron-Sainte-Marie | Oloron-Sainte-Marie-2                       | CC de la Vallée d'Ossau | 248,96           | 1 178 (2022)                      | 4,7                | modifier les données · modifier les données |
| Lasclaveries                    | 64321      | 64450       | Pau                 | Terres des Luys et Coteaux du Vic-Bilh      | CC des Luys en Béarn    | 6,13             | 248 (2022)                        | 40                 | modifier les données · modifier les données |
| Lasse                           | 64322      | 64220       | Bayonne             | Montagne Basque                             | CA du Pays Basque       | 14,79            | 337 (2022)                        | 23                 | modifier les données · modifier les données |
| Lasserre                        | 64323      | 64350       | Pau                 | Terres des Luys et Coteaux du Vic-Bilh      | CC du Nord-Est Béarn    | 4,23             | 114 (2022)                        | 27                 | modifier les données · modifier les données |
| Lasseube                        | 64324      | 64290       | Oloron-Sainte-Marie | Oloron-Sainte-Marie-2                       | CC du Haut Béarn        | 48,60            | 1 737 (2022)                      | 36                 | modifier les données · modifier les données |
| Lasseubetat                     | 64325      | 64290       | Oloron-Sainte-Marie | Oloron-Sainte-Marie-2                       | CC du Haut Béarn        | 7,06             | 195 (2022)                        | 28                 | modifier les données · modifier les données |
| Lay-Lamidou                     | 64326      | 64190       | Oloron-Sainte-Marie | Le Cœur de Béarn                            | CC du Béarn des Gaves   | 5,47             | 126 (2022)                        | 23                 | modifier les données · modifier les données |
| Lecumberry                      | 64327      | 64220       | Bayonne             | Montagne Basque                             | CA du Pays Basque       | 58,09            | 184 (2022)                        | 3,2                | modifier les données · modifier les données |
| Ledeuix                         | 64328      | 64400       | Oloron-Sainte-Marie | Oloron-Sainte-Marie-2                       | CC du Haut Béarn        | 13,52            | 1 028 (2022)                      | 76                 | modifier les données · modifier les données |
| Lée                             | 64329      | 64320       | Pau                 | Pays de Morlaàs et du Montanérès            | CA Pau Béarn Pyrénées   | 2,94             | 1 266 (2022)                      | 431                | modifier les données · modifier les données |
| Lées-Athas                      | 64330      | 64490       | Oloron-Sainte-Marie | Oloron-Sainte-Marie-1                       | CC du Haut Béarn        | 44,81            | 232 (2022)                        | 5,2                | modifier les données · modifier les données |
| Lembeye                         | 64331      | 64350       | Pau                 | Terres des Luys et Coteaux du Vic-Bilh      | CC du Nord-Est Béarn    | 8,39             | 804 (2022)                        | 96                 | modifier les données · modifier les données |
| Lème                            | 64332      | 64450       | Pau                 | Terres des Luys et Coteaux du Vic-Bilh      | CC des Luys en Béarn    | 6,72             | 168 (2022)                        | 25                 | modifier les données · modifier les données |
| Léren                           | 64334      | 64270       | Oloron-Sainte-Marie | Orthez et Terres des Gaves et du Sel        | CC du Béarn des Gaves   | 4,57             | 211 (2022)                        | 46                 | modifier les données · modifier les données |
| Lescar                          | 64335      | 64230       | Pau                 | Lescar, Gave et Terres du Pont-Long         | CA Pau Béarn Pyrénées   | 26,50            | 9 540 (2022)                      | 360                | modifier les données · modifier les données |
| Lescun                          | 64336      | 64490       | Oloron-Sainte-Marie | Oloron-Sainte-Marie-1                       | CC du Haut Béarn        | 60,66            | 167 (2022)                        | 2,8                | modifier les données · modifier les données |
| Lespielle                       | 64337      | 64350       | Pau                 | Terres des Luys et Coteaux du Vic-Bilh      | CC du Nord-Est Béarn    | 7,11             | 152 (2022)                        | 21                 | modifier les données · modifier les données |
| Lespourcy                       | 64338      | 64160       | Pau                 | Pays de Morlaàs et du Montanérès            | CC du Nord-Est Béarn    | 7,09             | 183 (2022)                        | 26                 | modifier les données · modifier les données |
| Lestelle-Bétharram              | 64339      | 64800       | Pau                 | Vallées de l'Ousse et du Lagoin             | CC du Pays de Nay       | 8,63             | 795 (2022)                        | 92                 | modifier les données · modifier les données |
| Lichans-Sunhar                  | 64340      | 64470       | Oloron-Sainte-Marie | Montagne Basque                             | CA du Pays Basque       | 3,43             | 85 (2022)                         | 25                 | modifier les données · modifier les données |
| Lichos                          | 64341      | 64130       | Oloron-Sainte-Marie | Montagne Basque                             | CA du Pays Basque       | 3,38             | 133 (2022)                        | 39                 | modifier les données · modifier les données |
| Licq-Athérey                    | 64342      | 64560       | Oloron-Sainte-Marie | Montagne Basque                             | CA du Pays Basque       | 17,87            | 192 (2022)                        | 11                 | modifier les données · modifier les données |
| Limendous                       | 64343      | 64420       | Pau                 | Vallées de l'Ousse et du Lagoin             | CC du Nord-Est Béarn    | 7,48             | 706 (2022)                        | 94                 | modifier les données · modifier les données |
| Livron                          | 64344      | 64530       | Pau                 | Vallées de l'Ousse et du Lagoin             | CC du Nord-Est Béarn    | 7,54             | 364 (2022)                        | 48                 | modifier les données · modifier les données |
| Lohitzun-Oyhercq                | 64345      | 64120       | Bayonne             | Pays de Bidache, Amikuze et Ostibarre       | CA du Pays Basque       | 17,52            | 194 (2022)                        | 11                 | modifier les données · modifier les données |
| Lombia                          | 64346      | 64160       | Pau                 | Pays de Morlaàs et du Montanérès            | CC du Nord-Est Béarn    | 7,63             | 208 (2022)                        | 27                 | modifier les données · modifier les données |
| Lonçon                          | 64347      | 64410       | Pau                 | Artix et Pays de Soubestre                  | CC des Luys en Béarn    | 5,52             | 222 (2022)                        | 40                 | modifier les données · modifier les données |
| Lons                            | 64348      | 64140       | Pau                 | Lescar, Gave et Terres du Pont-Long         | CA Pau Béarn Pyrénées   | 11,53            | 13 708 (2022)                     | 1 189              | modifier les données · modifier les données |
| Loubieng                        | 64349      | 64300       | Pau                 | Le Cœur de Béarn                            | CC de Lacq-Orthez       | 23,43            | 493 (2022)                        | 21                 | modifier les données · modifier les données |
| Louhossoa                       | 64350      | 64250       | Bayonne             | Baïgura et Mondarrain                       | CA du Pays Basque       | 7,38             | 871 (2022)                        | 118                | modifier les données · modifier les données |
| Lourdios-Ichère                 | 64351      | 64570       | Oloron-Sainte-Marie | Oloron-Sainte-Marie-1                       | CC du Haut Béarn        | 16,24            | 141 (2022)                        | 8,7                | modifier les données · modifier les données |
| Lourenties                      | 64352      | 64420       | Pau                 | Vallées de l'Ousse et du Lagoin             | CC du Nord-Est Béarn    | 8,94             | 415 (2022)                        | 46                 | modifier les données · modifier les données |
| Louvie-Juzon                    | 64353      | 64260       | Oloron-Sainte-Marie | Oloron-Sainte-Marie-2                       | CC de la Vallée d'Ossau | 55,65            | 1 073 (2022)                      | 19                 | modifier les données · modifier les données |
| Louvie-Soubiron                 | 64354      | 64440       | Oloron-Sainte-Marie | Oloron-Sainte-Marie-2                       | CC de la Vallée d'Ossau | 26,66            | 130 (2022)                        | 4,9                | modifier les données · modifier les données |
| Louvigny                        | 64355      | 64410       | Pau                 | Artix et Pays de Soubestre                  | CC des Luys en Béarn    | 7,02             | 136 (2022)                        | 19                 | modifier les données · modifier les données |
| Luc-Armau                       | 64356      | 64350       | Pau                 | Terres des Luys et Coteaux du Vic-Bilh      | CC du Nord-Est Béarn    | 5,85             | 106 (2022)                        | 18                 | modifier les données · modifier les données |
| Lucarré                         | 64357      | 64350       | Pau                 | Terres des Luys et Coteaux du Vic-Bilh      | CC du Nord-Est Béarn    | 3,32             | 64 (2022)                         | 19                 | modifier les données · modifier les données |
| Lucgarier                       | 64358      | 64420       | Pau                 | Vallées de l'Ousse et du Lagoin             | CC du Nord-Est Béarn    | 5,67             | 265 (2022)                        | 47                 | modifier les données · modifier les données |
| Lucq-de-Béarn                   | 64359      | 64360       | Pau                 | Le Cœur de Béarn                            | CC de Lacq-Orthez       | 48,77            | 926 (2022)                        | 19                 | modifier les données · modifier les données |
| Lurbe-Saint-Christau            | 64360      | 64660       | Oloron-Sainte-Marie | Oloron-Sainte-Marie-1                       | CC du Haut Béarn        | 7,47             | 206 (2022)                        | 28                 | modifier les données · modifier les données |
| Lussagnet-Lusson                | 64361      | 64160       | Pau                 | Terres des Luys et Coteaux du Vic-Bilh      | CC du Nord-Est Béarn    | 6,74             | 184 (2022)                        | 27                 | modifier les données · modifier les données |
| Luxe-Sumberraute                | 64362      | 64120       | Bayonne             | Pays de Bidache, Amikuze et Ostibarre       | CA du Pays Basque       | 8,31             | 399 (2022)                        | 48                 | modifier les données · modifier les données |
| Lys                             | 64363      | 64260       | Oloron-Sainte-Marie | Oloron-Sainte-Marie-2                       | CC de la Vallée d'Ossau | 15,40            | 322 (2022)                        | 21                 | modifier les données · modifier les données |
| Macaye                          | 64364      | 64240       | Bayonne             | Baïgura et Mondarrain                       | CA du Pays Basque       | 19,75            | 594 (2022)                        | 30                 | modifier les données · modifier les données |
| Malaussanne                     | 64365      | 64410       | Pau                 | Artix et Pays de Soubestre                  | CC des Luys en Béarn    | 17,49            | 444 (2022)                        | 25                 | modifier les données · modifier les données |
| Mascaraàs-Haron                 | 64366      | 64330       | Pau                 | Terres des Luys et Coteaux du Vic-Bilh      | CC des Luys en Béarn    | 8,76             | 112 (2022)                        | 13                 | modifier les données · modifier les données |
| Maslacq                         | 64367      | 64300       | Pau                 | Le Cœur de Béarn                            | CC de Lacq-Orthez       | 13,33            | 888 (2022)                        | 67                 | modifier les données · modifier les données |
| Masparraute                     | 64368      | 64120       | Bayonne             | Pays de Bidache, Amikuze et Ostibarre       | CA du Pays Basque       | 8,16             | 271 (2022)                        | 33                 | modifier les données · modifier les données |
| Maspie-Lalonquère-Juillacq      | 64369      | 64350       | Pau                 | Terres des Luys et Coteaux du Vic-Bilh      | CC du Nord-Est Béarn    | 10,76            | 238 (2022)                        | 22                 | modifier les données · modifier les données |
| Maucor                          | 64370      | 64160       | Pau                 | Pays de Morlaàs et du Montanérès            | CC du Nord-Est Béarn    | 4,92             | 567 (2022)                        | 115                | modifier les données · modifier les données |
| Mauléon-Licharre                | 64371      | 64130       | Oloron-Sainte-Marie | Montagne Basque                             | CA du Pays Basque       | 12,80            | 2 975 (2022)                      | 232                | modifier les données · modifier les données |
| Maure                           | 64372      | 64460       | Pau                 | Pays de Morlaàs et du Montanérès            | CC Adour Madiran        | 3,59             | 88 (2022)                         | 25                 | modifier les données · modifier les données |
| Mazères-Lezons                  | 64373      | 64110       | Pau                 | Pau-3                                       | CA Pau Béarn Pyrénées   | 4,00             | 1 831 (2022)                      | 458                | modifier les données · modifier les données |
| Mazerolles                      | 64374      | 64230       | Pau                 | Artix et Pays de Soubestre                  | CC des Luys en Béarn    | 11,71            | 1 188 (2022)                      | 101                | modifier les données · modifier les données |
| Méharin                         | 64375      | 64120       | Bayonne             | Pays de Bidache, Amikuze et Ostibarre       | CA du Pays Basque       | 12,73            | 278 (2022)                        | 22                 | modifier les données · modifier les données |
| Meillon                         | 64376      | 64510       | Pau                 | Ouzom, Gave et Rives du Neez                | CA Pau Béarn Pyrénées   | 7,08             | 948 (2022)                        | 134                | modifier les données · modifier les données |
| Mendionde                       | 64377      | 64240       | Bayonne             | Pays de Bidache, Amikuze et Ostibarre       | CA du Pays Basque       | 21,47            | 849 (2022)                        | 40                 | modifier les données · modifier les données |
| Menditte                        | 64378      | 64130       | Oloron-Sainte-Marie | Montagne Basque                             | CA du Pays Basque       | 6,33             | 207 (2022)                        | 33                 | modifier les données · modifier les données |
| Mendive                         | 64379      | 64220       | Bayonne             | Montagne Basque                             | CA du Pays Basque       | 41,77            | 162 (2022)                        | 3,9                | modifier les données · modifier les données |
| Méracq                          | 64380      | 64410       | Pau                 | Artix et Pays de Soubestre                  | CC des Luys en Béarn    | 8,24             | 234 (2022)                        | 28                 | modifier les données · modifier les données |
| Méritein                        | 64381      | 64190       | Oloron-Sainte-Marie | Le Cœur de Béarn                            | CC du Béarn des Gaves   | 6,90             | 279 (2022)                        | 40                 | modifier les données · modifier les données |
| Mesplède                        | 64382      | 64370       | Pau                 | Artix et Pays de Soubestre                  | CC de Lacq-Orthez       | 11,47            | 328 (2022)                        | 29                 | modifier les données · modifier les données |
| Mialos                          | 64383      | 64410       | Pau                 | Artix et Pays de Soubestre                  | CC des Luys en Béarn    | 4,54             | 140 (2022)                        | 31                 | modifier les données · modifier les données |
| Miossens-Lanusse                | 64385      | 64450       | Pau                 | Terres des Luys et Coteaux du Vic-Bilh      | CC des Luys en Béarn    | 9,16             | 281 (2022)                        | 31                 | modifier les données · modifier les données |
| Mirepeix                        | 64386      | 64800       | Pau                 | Vallées de l'Ousse et du Lagoin             | CC du Pays de Nay       | 3,29             | 1 254 (2022)                      | 381                | modifier les données · modifier les données |
| Momas                           | 64387      | 64230       | Pau                 | Artix et Pays de Soubestre                  | CC des Luys en Béarn    | 14,51            | 612 (2022)                        | 42                 | modifier les données · modifier les données |
| Momy                            | 64388      | 64350       | Pau                 | Pays de Morlaàs et du Montanérès            | CC du Nord-Est Béarn    | 6,00             | 110 (2022)                        | 18                 | modifier les données · modifier les données |
| Monassut-Audiracq               | 64389      | 64160       | Pau                 | Terres des Luys et Coteaux du Vic-Bilh      | CC du Nord-Est Béarn    | 9,92             | 372 (2022)                        | 38                 | modifier les données · modifier les données |
| Moncaup                         | 64390      | 64350       | Pau                 | Terres des Luys et Coteaux du Vic-Bilh      | CC du Nord-Est Béarn    | 11,35            | 154 (2022)                        | 14                 | modifier les données · modifier les données |
| Moncayolle-Larrory-Mendibieu    | 64391      | 64130       | Oloron-Sainte-Marie | Montagne Basque                             | CA du Pays Basque       | 16,27            | 289 (2022)                        | 18                 | modifier les données · modifier les données |
| Moncla                          | 64392      | 64330       | Pau                 | Terres des Luys et Coteaux du Vic-Bilh      | CC des Luys en Béarn    | 5,83             | 85 (2022)                         | 15                 | modifier les données · modifier les données |
| Monein                          | 64393      | 64360       | Pau                 | Le Cœur de Béarn                            | CC de Lacq-Orthez       | 80,84            | 4 436 (2022)                      | 55                 | modifier les données · modifier les données |
| Monpezat                        | 64394      | 64350       | Pau                 | Terres des Luys et Coteaux du Vic-Bilh      | CC du Nord-Est Béarn    | 3,48             | 81 (2022)                         | 23                 | modifier les données · modifier les données |
| Monségur                        | 64395      | 64460       | Pau                 | Pays de Morlaàs et du Montanérès            | CC Adour Madiran        | 2,84             | 134 (2022)                        | 47                 | modifier les données · modifier les données |
| Mont                            | 64396      | 64300       | Pau                 | Artix et Pays de Soubestre                  | CC de Lacq-Orthez       | 18,24            | 1 136 (2022)                      | 62                 | modifier les données · modifier les données |
| Mont-Disse                      | 64401      | 64330       | Pau                 | Terres des Luys et Coteaux du Vic-Bilh      | CC des Luys en Béarn    | 5,35             | 81 (2022)                         | 15                 | modifier les données · modifier les données |
| Montagut                        | 64397      | 64410       | Pau                 | Artix et Pays de Soubestre                  | CC des Luys en Béarn    | 6,18             | 117 (2022)                        | 19                 | modifier les données · modifier les données |
| Montaner                        | 64398      | 64460       | Pau                 | Pays de Morlaàs et du Montanérès            | CC Adour Madiran        | 19,13            | 416 (2022)                        | 22                 | modifier les données · modifier les données |
| Montardon                       | 64399      | 64121       | Pau                 | Terres des Luys et Coteaux du Vic-Bilh      | CC des Luys en Béarn    | 8,42             | 2 420 (2022)                      | 287                | modifier les données · modifier les données |
| Montaut                         | 64400      | 64800       | Pau                 | Vallées de l'Ousse et du Lagoin             | CC du Pays de Nay       | 15,41            | 1 121 (2022)                      | 73                 | modifier les données · modifier les données |
| Montfort                        | 64403      | 64190       | Oloron-Sainte-Marie | Orthez et Terres des Gaves et du Sel        | CC du Béarn des Gaves   | 8,64             | 189 (2022)                        | 22                 | modifier les données · modifier les données |
| Montory                         | 64404      | 64470       | Oloron-Sainte-Marie | Montagne Basque                             | CA du Pays Basque       | 20,45            | 314 (2022)                        | 15                 | modifier les données · modifier les données |
| Morlaàs                         | 64405      | 64160       | Pau                 | Pays de Morlaàs et du Montanérès            | CC du Nord-Est Béarn    | 13,15            | 4 367 (2022)                      | 332                | modifier les données · modifier les données |
| Morlanne                        | 64406      | 64370       | Pau                 | Artix et Pays de Soubestre                  | CC des Luys en Béarn    | 12,94            | 613 (2022)                        | 47                 | modifier les données · modifier les données |
| Mouguerre                       | 64407      | 64990       | Bayonne             | Nive-Adour                                  | CA du Pays Basque       | 22,57            | 5 353 (2022)                      | 237                | modifier les données · modifier les données |
| Mouhous                         | 64408      | 64330       | Pau                 | Terres des Luys et Coteaux du Vic-Bilh      | CC des Luys en Béarn    | 3,30             | 69 (2022)                         | 21                 | modifier les données · modifier les données |
| Moumour                         | 64409      | 64400       | Oloron-Sainte-Marie | Oloron-Sainte-Marie-1                       | CC du Haut Béarn        | 8,05             | 818 (2022)                        | 102                | modifier les données · modifier les données |
| Mourenx                         | 64410      | 64150       | Pau                 | Le Cœur de Béarn                            | CC de Lacq-Orthez       | 6,34             | 5 744 (2022)                      | 906                | modifier les données · modifier les données |
| Musculdy                        | 64411      | 64130       | Oloron-Sainte-Marie | Montagne Basque                             | CA du Pays Basque       | 24,06            | 225 (2022)                        | 9,4                | modifier les données · modifier les données |
| Nabas                           | 64412      | 64190       | Oloron-Sainte-Marie | Le Cœur de Béarn                            | CC du Béarn des Gaves   | 6,40             | 84 (2022)                         | 13                 | modifier les données · modifier les données |
| Narcastet                       | 64413      | 64510       | Pau                 | Ouzom, Gave et Rives du Neez                | CC du Pays de Nay       | 4,56             | 756 (2022)                        | 166                | modifier les données · modifier les données |
| Narp                            | 64414      | 64190       | Oloron-Sainte-Marie | Orthez et Terres des Gaves et du Sel        | CC du Béarn des Gaves   | 6,33             | 122 (2022)                        | 19                 | modifier les données · modifier les données |
| Navailles-Angos                 | 64415      | 64450       | Pau                 | Terres des Luys et Coteaux du Vic-Bilh      | CC des Luys en Béarn    | 14,22            | 1 547 (2022)                      | 109                | modifier les données · modifier les données |
| Navarrenx                       | 64416      | 64190       | Oloron-Sainte-Marie | Le Cœur de Béarn                            | CC du Béarn des Gaves   | 6,21             | 1 046 (2022)                      | 168                | modifier les données · modifier les données |
| Nay                             | 64417      | 64800       | Pau                 | Ouzom, Gave et Rives du Neez                | CC du Pays de Nay       | 5,27             | 3 203 (2022)                      | 608                | modifier les données · modifier les données |
| Noguères                        | 64418      | 64150       | Pau                 | Le Cœur de Béarn                            | CC de Lacq-Orthez       | 1,95             | 125 (2022)                        | 64                 | modifier les données · modifier les données |
| Nousty                          | 64419      | 64420       | Pau                 | Vallées de l'Ousse et du Lagoin             | CC du Nord-Est Béarn    | 9,70             | 1 591 (2022)                      | 164                | modifier les données · modifier les données |
| Ogenne-Camptort                 | 64420      | 64190       | Oloron-Sainte-Marie | Le Cœur de Béarn                            | CC du Béarn des Gaves   | 11,81            | 242 (2022)                        | 20                 | modifier les données · modifier les données |
| Ogeu-les-Bains                  | 64421      | 64680       | Oloron-Sainte-Marie | Oloron-Sainte-Marie-2                       | CC du Haut Béarn        | 23,07            | 1 274 (2022)                      | 55                 | modifier les données · modifier les données |
| Oloron-Sainte-Marie             | 64422      | 64400       | Oloron-Sainte-Marie | Oloron-Sainte-Marie-1 Oloron-Sainte-Marie-2 | CC du Haut Béarn        | 68,31            | 10 658 (2022)                     | 156                | modifier les données · modifier les données |
| Oraàs                           | 64423      | 64390       | Oloron-Sainte-Marie | Orthez et Terres des Gaves et du Sel        | CC du Béarn des Gaves   | 10,57            | 187 (2022)                        | 18                 | modifier les données · modifier les données |
| Ordiarp                         | 64424      | 64130       | Oloron-Sainte-Marie | Montagne Basque                             | CA du Pays Basque       | 29,71            | 552 (2022)                        | 19                 | modifier les données · modifier les données |
| Orègue                          | 64425      | 64120       | Bayonne             | Pays de Bidache, Amikuze et Ostibarre       | CA du Pays Basque       | 36,43            | 517 (2022)                        | 14                 | modifier les données · modifier les données |
| Orin                            | 64426      | 64400       | Oloron-Sainte-Marie | Oloron-Sainte-Marie-1                       | CC du Haut Béarn        | 4,29             | 266 (2022)                        | 62                 | modifier les données · modifier les données |
| Orion                           | 64427      | 64390       | Oloron-Sainte-Marie | Orthez et Terres des Gaves et du Sel        | CC du Béarn des Gaves   | 9,80             | 148 (2022)                        | 15                 | modifier les données · modifier les données |
| Orriule                         | 64428      | 64390       | Oloron-Sainte-Marie | Orthez et Terres des Gaves et du Sel        | CC du Béarn des Gaves   | 6,36             | 142 (2022)                        | 22                 | modifier les données · modifier les données |
| Orsanco                         | 64429      | 64120       | Bayonne             | Pays de Bidache, Amikuze et Ostibarre       | CA du Pays Basque       | 9,35             | 103 (2022)                        | 11                 | modifier les données · modifier les données |
| Orthez                          | 64430      | 64300       | Pau                 | Orthez et Terres des Gaves et du Sel        | CC de Lacq-Orthez       | 45,86            | 10 836 (2022)                     | 236                | modifier les données · modifier les données |
| Os-Marsillon                    | 64431      | 64150       | Pau                 | Le Cœur de Béarn                            | CC de Lacq-Orthez       | 5,45             | 548 (2022)                        | 101                | modifier les données · modifier les données |
| Ossas-Suhare                    | 64432      | 64470       | Oloron-Sainte-Marie | Montagne Basque                             | CA du Pays Basque       | 7,17             | 89 (2022)                         | 12                 | modifier les données · modifier les données |
| Osse-en-Aspe                    | 64433      | 64490       | Oloron-Sainte-Marie | Oloron-Sainte-Marie-1                       | CC du Haut Béarn        | 43,03            | 332 (2022)                        | 7,7                | modifier les données · modifier les données |
| Ossenx                          | 64434      | 64190       | Oloron-Sainte-Marie | Orthez et Terres des Gaves et du Sel        | CC du Béarn des Gaves   | 4,02             | 52 (2022)                         | 13                 | modifier les données · modifier les données |
| Osserain-Rivareyte              | 64435      | 64390       | Bayonne             | Pays de Bidache, Amikuze et Ostibarre       | CA du Pays Basque       | 6,56             | 228 (2022)                        | 35                 | modifier les données · modifier les données |
| Ossès                           | 64436      | 64780       | Bayonne             | Montagne Basque                             | CA du Pays Basque       | 42,38            | 876 (2022)                        | 21                 | modifier les données · modifier les données |
| Ostabat-Asme                    | 64437      | 64120       | Bayonne             | Pays de Bidache, Amikuze et Ostibarre       | CA du Pays Basque       | 15,26            | 224 (2022)                        | 15                 | modifier les données · modifier les données |
| Ouillon                         | 64438      | 64160       | Pau                 | Pays de Morlaàs et du Montanérès            | CC du Nord-Est Béarn    | 6,38             | 552 (2022)                        | 87                 | modifier les données · modifier les données |
| Ousse                           | 64439      | 64320       | Pau                 | Pays de Morlaàs et du Montanérès            | CA Pau Béarn Pyrénées   | 4,46             | 1 667 (2022)                      | 374                | modifier les données · modifier les données |
| Ozenx-Montestrucq               | 64440      | 64300       | Pau                 | Le Cœur de Béarn                            | CC de Lacq-Orthez       | 16,34            | 378 (2022)                        | 23                 | modifier les données · modifier les données |
| Pagolle                         | 64441      | 64120       | Bayonne             | Pays de Bidache, Amikuze et Ostibarre       | CA du Pays Basque       | 15,90            | 251 (2022)                        | 16                 | modifier les données · modifier les données |
| Parbayse                        | 64442      | 64360       | Pau                 | Le Cœur de Béarn                            | CC de Lacq-Orthez       | 6,46             | 321 (2022)                        | 50                 | modifier les données · modifier les données |
| Pardies                         | 64443      | 64150       | Pau                 | Le Cœur de Béarn                            | CC de Lacq-Orthez       | 5,82             | 920 (2022)                        | 158                | modifier les données · modifier les données |
| Pardies-Piétat                  | 64444      | 64800       | Pau                 | Ouzom, Gave et Rives du Neez                | CC du Pays de Nay       | 7,47             | 447 (2022)                        | 60                 | modifier les données · modifier les données |
| Peyrelongue-Abos                | 64446      | 64350       | Pau                 | Terres des Luys et Coteaux du Vic-Bilh      | CC du Nord-Est Béarn    | 8,66             | 146 (2022)                        | 17                 | modifier les données · modifier les données |
| Piets-Plasence-Moustrou         | 64447      | 64410       | Pau                 | Artix et Pays de Soubestre                  | CC des Luys en Béarn    | 8,34             | 139 (2022)                        | 17                 | modifier les données · modifier les données |
| Poey-d'Oloron                   | 64449      | 64400       | Oloron-Sainte-Marie | Oloron-Sainte-Marie-2                       | CC du Haut Béarn        | 4,79             | 165 (2022)                        | 34                 | modifier les données · modifier les données |
| Poey-de-Lescar                  | 64448      | 64230       | Pau                 | Lescar, Gave et Terres du Pont-Long         | CA Pau Béarn Pyrénées   | 6,74             | 1 860 (2022)                      | 276                | modifier les données · modifier les données |
| Pomps                           | 64450      | 64370       | Pau                 | Artix et Pays de Soubestre                  | CC des Luys en Béarn    | 7,77             | 297 (2022)                        | 38                 | modifier les données · modifier les données |
| Ponson-Debat-Pouts              | 64451      | 64460       | Pau                 | Pays de Morlaàs et du Montanérès            | CC Adour Madiran        | 5,72             | 98 (2022)                         | 17                 | modifier les données · modifier les données |
| Ponson-Dessus                   | 64452      | 64460       | Pau                 | Vallées de l'Ousse et du Lagoin             | CC du Nord-Est Béarn    | 10,77            | 258 (2022)                        | 24                 | modifier les données · modifier les données |
| Pontacq                         | 64453      | 64530       | Pau                 | Vallées de l'Ousse et du Lagoin             | CC du Nord-Est Béarn    | 28,85            | 2 916 (2022)                      | 101                | modifier les données · modifier les données |
| Pontiacq-Viellepinte            | 64454      | 64460       | Pau                 | Pays de Morlaàs et du Montanérès            | CC Adour Madiran        | 6,98             | 176 (2022)                        | 25                 | modifier les données · modifier les données |
| Portet                          | 64455      | 64330       | Pau                 | Terres des Luys et Coteaux du Vic-Bilh      | CC des Luys en Béarn    | 7,89             | 162 (2022)                        | 21                 | modifier les données · modifier les données |
| Pouliacq                        | 64456      | 64410       | Pau                 | Terres des Luys et Coteaux du Vic-Bilh      | CC des Luys en Béarn    | 3,41             | 50 (2022)                         | 15                 | modifier les données · modifier les données |
| Poursiugues-Boucoue             | 64457      | 64410       | Pau                 | Artix et Pays de Soubestre                  | CC des Luys en Béarn    | 9,02             | 184 (2022)                        | 20                 | modifier les données · modifier les données |
| Préchacq-Josbaig                | 64458      | 64190       | Oloron-Sainte-Marie | Oloron-Sainte-Marie-1                       | CC du Haut Béarn        | 8,31             | 295 (2022)                        | 35                 | modifier les données · modifier les données |
| Préchacq-Navarrenx              | 64459      | 64190       | Oloron-Sainte-Marie | Le Cœur de Béarn                            | CC du Béarn des Gaves   | 5,10             | 179 (2022)                        | 35                 | modifier les données · modifier les données |
| Précilhon                       | 64460      | 64400       | Oloron-Sainte-Marie | Oloron-Sainte-Marie-2                       | CC du Haut Béarn        | 6,39             | 405 (2022)                        | 63                 | modifier les données · modifier les données |
| Puyoô                           | 64461      | 64270       | Pau                 | Orthez et Terres des Gaves et du Sel        | CC de Lacq-Orthez       | 9,32             | 1 089 (2022)                      | 117                | modifier les données · modifier les données |
| Ramous                          | 64462      | 64270       | Pau                 | Orthez et Terres des Gaves et du Sel        | CC de Lacq-Orthez       | 7,58             | 484 (2022)                        | 64                 | modifier les données · modifier les données |
| Rébénacq                        | 64463      | 64260       | Oloron-Sainte-Marie | Oloron-Sainte-Marie-2                       | CC de la Vallée d'Ossau | 10,50            | 643 (2022)                        | 61                 | modifier les données · modifier les données |
| Ribarrouy                       | 64464      | 64330       | Pau                 | Terres des Luys et Coteaux du Vic-Bilh      | CC des Luys en Béarn    | 2,27             | 81 (2022)                         | 36                 | modifier les données · modifier les données |
| Riupeyrous                      | 64465      | 64160       | Pau                 | Pays de Morlaàs et du Montanérès            | CC du Nord-Est Béarn    | 4,81             | 238 (2022)                        | 49                 | modifier les données · modifier les données |
| Rivehaute                       | 64466      | 64190       | Oloron-Sainte-Marie | Le Cœur de Béarn                            | CC du Béarn des Gaves   | 8,41             | 271 (2022)                        | 32                 | modifier les données · modifier les données |
| Rontignon                       | 64467      | 64110       | Pau                 | Ouzom, Gave et Rives du Neez                | CA Pau Béarn Pyrénées   | 7,06             | 868 (2022)                        | 123                | modifier les données · modifier les données |
| Roquiague                       | 64468      | 64130       | Oloron-Sainte-Marie | Montagne Basque                             | CA du Pays Basque       | 10,44            | 121 (2022)                        | 12                 | modifier les données · modifier les données |
| Saint-Abit                      | 64469      | 64800       | Pau                 | Ouzom, Gave et Rives du Neez                | CC du Pays de Nay       | 4,22             | 300 (2022)                        | 71                 | modifier les données · modifier les données |
| Saint-Armou                     | 64470      | 64160       | Pau                 | Pays de Morlaàs et du Montanérès            | CC du Nord-Est Béarn    | 12,38            | 614 (2022)                        | 50                 | modifier les données · modifier les données |
| Saint-Boès                      | 64471      | 64300       | Pau                 | Orthez et Terres des Gaves et du Sel        | CC de Lacq-Orthez       | 9,49             | 370 (2022)                        | 39                 | modifier les données · modifier les données |
| Saint-Castin                    | 64472      | 64160       | Pau                 | Pays de Morlaàs et du Montanérès            | CC du Nord-Est Béarn    | 7,00             | 857 (2022)                        | 122                | modifier les données · modifier les données |
| Saint-Dos                       | 64474      | 64270       | Oloron-Sainte-Marie | Orthez et Terres des Gaves et du Sel        | CC du Béarn des Gaves   | 1,84             | 159 (2022)                        | 86                 | modifier les données · modifier les données |
| Saint-Esteben                   | 64476      | 64640       | Bayonne             | Pays de Bidache, Amikuze et Ostibarre       | CA du Pays Basque       | 13,71            | 443 (2022)                        | 32                 | modifier les données · modifier les données |
| Saint-Étienne-de-Baïgorry       | 64477      | 64430       | Bayonne             | Montagne Basque                             | CA du Pays Basque       | 69,44            | 1 540 (2022)                      | 22                 | modifier les données · modifier les données |
| Saint-Faust                     | 64478      | 64110       | Pau                 | Billère et Coteaux de Jurançon              | CA Pau Béarn Pyrénées   | 13,51            | 740 (2022)                        | 55                 | modifier les données · modifier les données |
| Saint-Girons-en-Béarn           | 64479      | 64300       | Pau                 | Orthez et Terres des Gaves et du Sel        | CC de Lacq-Orthez       | 5,20             | 179 (2022)                        | 34                 | modifier les données · modifier les données |
| Saint-Gladie-Arrive-Munein      | 64480      | 64390       | Oloron-Sainte-Marie | Orthez et Terres des Gaves et du Sel        | CC du Béarn des Gaves   | 6,53             | 198 (2022)                        | 30                 | modifier les données · modifier les données |
| Saint-Goin                      | 64481      | 64400       | Oloron-Sainte-Marie | Oloron-Sainte-Marie-1                       | CC du Haut Béarn        | 5,54             | 224 (2022)                        | 40                 | modifier les données · modifier les données |
| Saint-Jammes                    | 64482      | 64160       | Pau                 | Pays de Morlaàs et du Montanérès            | CC du Nord-Est Béarn    | 4,05             | 634 (2022)                        | 157                | modifier les données · modifier les données |
| Saint-Jean-de-Luz               | 64483      | 64500       | Bayonne             | Saint-Jean-de-Luz                           | CA du Pays Basque       | 19,05            | 14 690 (2022)                     | 771                | modifier les données · modifier les données |
| Saint-Jean-le-Vieux             | 64484      | 64220       | Bayonne             | Montagne Basque                             | CA du Pays Basque       | 11,64            | 878 (2022)                        | 75                 | modifier les données · modifier les données |
| Saint-Jean-Pied-de-Port         | 64485      | 64220       | Bayonne             | Montagne Basque                             | CA du Pays Basque       | 2,73             | 1 487 (2022)                      | 545                | modifier les données · modifier les données |
| Saint-Jean-Poudge               | 64486      | 64330       | Pau                 | Terres des Luys et Coteaux du Vic-Bilh      | CC des Luys en Béarn    | 3,93             | 74 (2022)                         | 19                 | modifier les données · modifier les données |
| Saint-Just-Ibarre               | 64487      | 64120       | Bayonne             | Pays de Bidache, Amikuze et Ostibarre       | CA du Pays Basque       | 30,03            | 195 (2022)                        | 6,5                | modifier les données · modifier les données |
| Saint-Laurent-Bretagne          | 64488      | 64160       | Pau                 | Pays de Morlaàs et du Montanérès            | CC du Nord-Est Béarn    | 10,59            | 444 (2022)                        | 42                 | modifier les données · modifier les données |
| Saint-Martin-d'Arberoue         | 64489      | 64640       | Bayonne             | Pays de Bidache, Amikuze et Ostibarre       | CA du Pays Basque       | 14,69            | 348 (2022)                        | 24                 | modifier les données · modifier les données |
| Saint-Martin-d'Arrossa          | 64490      | 64780       | Bayonne             | Montagne Basque                             | CA du Pays Basque       | 18,43            | 544 (2022)                        | 30                 | modifier les données · modifier les données |
| Saint-Médard                    | 64491      | 64370       | Pau                 | Artix et Pays de Soubestre                  | CC de Lacq-Orthez       | 11,26            | 198 (2022)                        | 18                 | modifier les données · modifier les données |
| Saint-Michel                    | 64492      | 64220       | Bayonne             | Montagne Basque                             | CA du Pays Basque       | 30,30            | 288 (2022)                        | 9,5                | modifier les données · modifier les données |
| Saint-Palais                    | 64493      | 64120       | Bayonne             | Pays de Bidache, Amikuze et Ostibarre       | CA du Pays Basque       | 7,54             | 2 155 (2022)                      | 286                | modifier les données · modifier les données |
| Saint-Pé-de-Léren               | 64494      | 64270       | Oloron-Sainte-Marie | Orthez et Terres des Gaves et du Sel        | CC du Béarn des Gaves   | 5,31             | 268 (2022)                        | 50                 | modifier les données · modifier les données |
| Saint-Pée-sur-Nivelle           | 64495      | 64310       | Bayonne             | Ustaritz-Vallées de Nive et Nivelle         | CA du Pays Basque       | 65,08            | 7 238 (2022)                      | 111                | modifier les données · modifier les données |
| Saint-Pierre-d'Irube            | 64496      | 64990       | Bayonne             | Nive-Adour                                  | CA du Pays Basque       | 7,68             | 5 779 (2022)                      | 752                | modifier les données · modifier les données |
| Saint-Vincent                   | 64498      | 64800       | Pau                 | Vallées de l'Ousse et du Lagoin             | CC du Pays de Nay       | 16,61            | 395 (2022)                        | 24                 | modifier les données · modifier les données |
| Sainte-Colome                   | 64473      | 64260       | Oloron-Sainte-Marie | Oloron-Sainte-Marie-2                       | CC de la Vallée d'Ossau | 9,35             | 356 (2022)                        | 38                 | modifier les données · modifier les données |
| Sainte-Engrâce                  | 64475      | 64560       | Oloron-Sainte-Marie | Montagne Basque                             | CA du Pays Basque       | 72,69            | 172 (2022)                        | 2,4                | modifier les données · modifier les données |
| Salies-de-Béarn                 | 64499      | 64270       | Oloron-Sainte-Marie | Orthez et Terres des Gaves et du Sel        | CC du Béarn des Gaves   | 52,08            | 4 642 (2022)                      | 89                 | modifier les données · modifier les données |
| Salles-Mongiscard               | 64500      | 64300       | Pau                 | Orthez et Terres des Gaves et du Sel        | CC de Lacq-Orthez       | 5,84             | 312 (2022)                        | 53                 | modifier les données · modifier les données |
| Sallespisse                     | 64501      | 64300       | Pau                 | Artix et Pays de Soubestre                  | CC de Lacq-Orthez       | 15,18            | 585 (2022)                        | 39                 | modifier les données · modifier les données |
| Sames                           | 64502      | 64520       | Bayonne             | Nive-Adour                                  | CA du Pays Basque       | 13,26            | 703 (2022)                        | 53                 | modifier les données · modifier les données |
| Samsons-Lion                    | 64503      | 64350       | Pau                 | Terres des Luys et Coteaux du Vic-Bilh      | CC du Nord-Est Béarn    | 5,03             | 95 (2022)                         | 19                 | modifier les données · modifier les données |
| Sare                            | 64504      | 64310       | Bayonne             | Ustaritz-Vallées de Nive et Nivelle         | CA du Pays Basque       | 51,34            | 2 736 (2022)                      | 53                 | modifier les données · modifier les données |
| Sarpourenx                      | 64505      | 64300       | Pau                 | Le Cœur de Béarn                            | CC de Lacq-Orthez       | 3,35             | 290 (2022)                        | 87                 | modifier les données · modifier les données |
| Sarrance                        | 64506      | 64490       | Oloron-Sainte-Marie | Oloron-Sainte-Marie-1                       | CC du Haut Béarn        | 46,75            | 155 (2022)                        | 3,3                | modifier les données · modifier les données |
| Saubole                         | 64507      | 64420       | Pau                 | Pays de Morlaàs et du Montanérès            | CC du Nord-Est Béarn    | 5,10             | 150 (2022)                        | 29                 | modifier les données · modifier les données |
| Saucède                         | 64508      | 64400       | Oloron-Sainte-Marie | Oloron-Sainte-Marie-2                       | CC du Haut Béarn        | 7,10             | 126 (2022)                        | 18                 | modifier les données · modifier les données |
| Sauguis-Saint-Étienne           | 64509      | 64470       | Oloron-Sainte-Marie | Montagne Basque                             | CA du Pays Basque       | 8,81             | 169 (2022)                        | 19                 | modifier les données · modifier les données |
| Sault-de-Navailles              | 64510      | 64300       | Pau                 | Artix et Pays de Soubestre                  | CC de Lacq-Orthez       | 22,26            | 944 (2022)                        | 42                 | modifier les données · modifier les données |
| Sauvagnon                       | 64511      | 64230       | Pau                 | Terres des Luys et Coteaux du Vic-Bilh      | CC des Luys en Béarn    | 16,74            | 3 542 (2022)                      | 212                | modifier les données · modifier les données |
| Sauvelade                       | 64512      | 64150       | Pau                 | Le Cœur de Béarn                            | CC de Lacq-Orthez       | 11,86            | 276 (2022)                        | 23                 | modifier les données · modifier les données |
| Sauveterre-de-Béarn             | 64513      | 64390       | Oloron-Sainte-Marie | Orthez et Terres des Gaves et du Sel        | CC du Béarn des Gaves   | 14,54            | 1 361 (2022)                      | 94                 | modifier les données · modifier les données |
| Séby                            | 64514      | 64410       | Pau                 | Artix et Pays de Soubestre                  | CC des Luys en Béarn    | 5,97             | 210 (2022)                        | 35                 | modifier les données · modifier les données |
| Sedze-Maubecq                   | 64515      | 64160       | Pau                 | Pays de Morlaàs et du Montanérès            | CC Adour Madiran        | 7,61             | 228 (2022)                        | 30                 | modifier les données · modifier les données |
| Sedzère                         | 64516      | 64160       | Pau                 | Pays de Morlaàs et du Montanérès            | CC du Nord-Est Béarn    | 12,59            | 391 (2022)                        | 31                 | modifier les données · modifier les données |
| Séméacq-Blachon                 | 64517      | 64350       | Pau                 | Terres des Luys et Coteaux du Vic-Bilh      | CC du Nord-Est Béarn    | 10,92            | 156 (2022)                        | 14                 | modifier les données · modifier les données |
| Sendets                         | 64518      | 64320       | Pau                 | Pays de Morlaàs et du Montanérès            | CA Pau Béarn Pyrénées   | 7,73             | 1 156 (2022)                      | 150                | modifier les données · modifier les données |
| Serres-Castet                   | 64519      | 64121       | Pau                 | Terres des Luys et Coteaux du Vic-Bilh      | CC des Luys en Béarn    | 13,71            | 4 411 (2022)                      | 322                | modifier les données · modifier les données |
| Serres-Morlaàs                  | 64520      | 64160       | Pau                 | Pays de Morlaàs et du Montanérès            | CC du Nord-Est Béarn    | 4,19             | 856 (2022)                        | 204                | modifier les données · modifier les données |
| Serres-Sainte-Marie             | 64521      | 64170       | Pau                 | Artix et Pays de Soubestre                  | CC de Lacq-Orthez       | 9,49             | 601 (2022)                        | 63                 | modifier les données · modifier les données |
| Sévignacq                       | 64523      | 64160       | Pau                 | Terres des Luys et Coteaux du Vic-Bilh      | CC des Luys en Béarn    | 17,43            | 796 (2022)                        | 46                 | modifier les données · modifier les données |
| Sévignacq-Meyracq               | 64522      | 64260       | Oloron-Sainte-Marie | Oloron-Sainte-Marie-2                       | CC de la Vallée d'Ossau | 14,81            | 573 (2022)                        | 39                 | modifier les données · modifier les données |
| Simacourbe                      | 64524      | 64350       | Pau                 | Terres des Luys et Coteaux du Vic-Bilh      | CC du Nord-Est Béarn    | 11,08            | 422 (2022)                        | 38                 | modifier les données · modifier les données |
| Siros                           | 64525      | 64230       | Pau                 | Lescar, Gave et Terres du Pont-Long         | CA Pau Béarn Pyrénées   | 2,21             | 840 (2022)                        | 380                | modifier les données · modifier les données |
| Soumoulou                       | 64526      | 64420       | Pau                 | Vallées de l'Ousse et du Lagoin             | CC du Nord-Est Béarn    | 2,79             | 1 587 (2022)                      | 569                | modifier les données · modifier les données |
| Souraïde                        | 64527      | 64250       | Bayonne             | Baïgura et Mondarrain                       | CA du Pays Basque       | 16,86            | 1 489 (2022)                      | 88                 | modifier les données · modifier les données |
| Suhescun                        | 64528      | 64780       | Bayonne             | Pays de Bidache, Amikuze et Ostibarre       | CA du Pays Basque       | 11,83            | 165 (2022)                        | 14                 | modifier les données · modifier les données |
| Sus                             | 64529      | 64190       | Oloron-Sainte-Marie | Le Cœur de Béarn                            | CC du Béarn des Gaves   | 11,50            | 383 (2022)                        | 33                 | modifier les données · modifier les données |
| Susmiou                         | 64530      | 64190       | Oloron-Sainte-Marie | Le Cœur de Béarn                            | CC du Béarn des Gaves   | 3,50             | 351 (2022)                        | 100                | modifier les données · modifier les données |
| Tabaille-Usquain                | 64531      | 64190       | Oloron-Sainte-Marie | Orthez et Terres des Gaves et du Sel        | CC du Béarn des Gaves   | 4,50             | 47 (2022)                         | 10                 | modifier les données · modifier les données |
| Tadousse-Ussau                  | 64532      | 64330       | Pau                 | Terres des Luys et Coteaux du Vic-Bilh      | CC des Luys en Béarn    | 4,73             | 73 (2022)                         | 15                 | modifier les données · modifier les données |
| Tardets-Sorholus                | 64533      | 64470       | Oloron-Sainte-Marie | Montagne Basque                             | CA du Pays Basque       | 14,99            | 579 (2022)                        | 39                 | modifier les données · modifier les données |
| Taron-Sadirac-Viellenave        | 64534      | 64330       | Pau                 | Terres des Luys et Coteaux du Vic-Bilh      | CC des Luys en Béarn    | 13,86            | 171 (2022)                        | 12                 | modifier les données · modifier les données |
| Tarsacq                         | 64535      | 64360       | Pau                 | Le Cœur de Béarn                            | CC de Lacq-Orthez       | 4,23             | 543 (2022)                        | 128                | modifier les données · modifier les données |
| Thèze                           | 64536      | 64450       | Pau                 | Terres des Luys et Coteaux du Vic-Bilh      | CC des Luys en Béarn    | 7,93             | 890 (2022)                        | 112                | modifier les données · modifier les données |
| Trois-Villes                    | 64537      | 64470       | Oloron-Sainte-Marie | Montagne Basque                             | CA du Pays Basque       | 6,39             | 141 (2022)                        | 22                 | modifier les données · modifier les données |
| Uhart-Cize                      | 64538      | 64220       | Bayonne             | Montagne Basque                             | CA du Pays Basque       | 11,66            | 795 (2022)                        | 68                 | modifier les données · modifier les données |
| Uhart-Mixe                      | 64539      | 64120       | Bayonne             | Pays de Bidache, Amikuze et Ostibarre       | CA du Pays Basque       | 11,74            | 217 (2022)                        | 18                 | modifier les données · modifier les données |
| Urcuit                          | 64540      | 64990       | Bayonne             | Nive-Adour                                  | CA du Pays Basque       | 13,69            | 3 006 (2022)                      | 220                | modifier les données · modifier les données |
| Urdos                           | 64542      | 64490       | Oloron-Sainte-Marie | Oloron-Sainte-Marie-1                       | CC du Haut Béarn        | 36,27            | 70 (2022)                         | 1,9                | modifier les données · modifier les données |
| Urepel                          | 64543      | 64430       | Bayonne             | Montagne Basque                             | CA du Pays Basque       | 26,44            | 274 (2022)                        | 10                 | modifier les données · modifier les données |
| Urost                           | 64544      | 64160       | Pau                 | Pays de Morlaàs et du Montanérès            | CC du Nord-Est Béarn    | 2,33             | 77 (2022)                         | 33                 | modifier les données · modifier les données |
| Urrugne                         | 64545      | 64122 64700 | Bayonne             | Hendaye-Côte Basque-Sud                     | CA du Pays Basque       | 50,57            | 10 594 (2022)                     | 209                | modifier les données · modifier les données |
| Urt                             | 64546      | 64240       | Bayonne             | Nive-Adour                                  | CA du Pays Basque       | 18,99            | 2 342 (2022)                      | 123                | modifier les données · modifier les données |
| Ustaritz                        | 64547      | 64480       | Bayonne             | Ustaritz-Vallées de Nive et Nivelle         | CA du Pays Basque       | 32,75            | 7 684 (2022)                      | 235                | modifier les données · modifier les données |
| Uzan                            | 64548      | 64370       | Pau                 | Artix et Pays de Soubestre                  | CC des Luys en Béarn    | 6,20             | 164 (2022)                        | 26                 | modifier les données · modifier les données |
| Uzein                           | 64549      | 64230       | Pau                 | Lescar, Gave et Terres du Pont-Long         | CA Pau Béarn Pyrénées   | 16,19            | 1 320 (2022)                      | 82                 | modifier les données · modifier les données |
| Uzos                            | 64550      | 64110       | Pau                 | Ouzom, Gave et Rives du Neez                | CA Pau Béarn Pyrénées   | 3,52             | 851 (2022)                        | 242                | modifier les données · modifier les données |
| Verdets                         | 64551      | 64400       | Oloron-Sainte-Marie | Oloron-Sainte-Marie-2                       | CC du Haut Béarn        | 5,62             | 304 (2022)                        | 54                 | modifier les données · modifier les données |
| Vialer                          | 64552      | 64330       | Pau                 | Terres des Luys et Coteaux du Vic-Bilh      | CC des Luys en Béarn    | 7,29             | 146 (2022)                        | 20                 | modifier les données · modifier les données |
| Viellenave-d'Arthez             | 64554      | 64170       | Pau                 | Artix et Pays de Soubestre                  | CC de Lacq-Orthez       | 3,92             | 227 (2022)                        | 58                 | modifier les données · modifier les données |
| Viellenave-de-Navarrenx         | 64555      | 64190       | Oloron-Sainte-Marie | Le Cœur de Béarn                            | CC du Béarn des Gaves   | 5,68             | 162 (2022)                        | 29                 | modifier les données · modifier les données |
| Vielleségure                    | 64556      | 64150       | Pau                 | Le Cœur de Béarn                            | CC de Lacq-Orthez       | 14,31            | 381 (2022)                        | 27                 | modifier les données · modifier les données |
| Vignes                          | 64557      | 64410       | Pau                 | Artix et Pays de Soubestre                  | CC des Luys en Béarn    | 7,97             | 456 (2022)                        | 57                 | modifier les données · modifier les données |
| Villefranque                    | 64558      | 64990       | Bayonne             | Nive-Adour                                  | CA du Pays Basque       | 17,17            | 2 957 (2022)                      | 172                | modifier les données · modifier les données |
| Viodos-Abense-de-Bas            | 64559      | 64130       | Oloron-Sainte-Marie | Montagne Basque                             | CA du Pays Basque       | 12,71            | 748 (2022)                        | 59                 | modifier les données · modifier les données |
| Viven                           | 64560      | 64450       | Pau                 | Terres des Luys et Coteaux du Vic-Bilh      | CC des Luys en Béarn    | 3,63             | 175 (2022)                        | 48                 | modifier les données · modifier les données |
| Pyrénées-Atlantiques            | 64         |             |                     |                                             |                         | 7 645,00         | 699 473 (2022)                    | 91                 | modifier les données                        |